# Bitwa o Nankin
Bitwa o Nankin – jedna z najważniejszych bitew II wojny chińsko-japońskiej, stoczona na przełomie listopada i grudnia 1937 roku między Narodową Armią Rewolucyjną a Cesarską Armią Japońską o kontrolę nad ówczesną stolicą Republiki Chińskiej, Nankinem.
Po wybuchu pełnoskalowej wojny między Japonią a Chinami w lipcu 1937 roku siły japońskie i chińskie stoczyły krwawą, trzymiesięczną bitwę o Szanghaj, w której obie strony poniosły ciężkie straty. Japończycy ostatecznie wygrali bitwę, zmuszając armię chińską do wycofania się. Żeby wykorzystać to zwycięstwo, rząd japoński oficjalnie zezwolił wojsku na zdobycie Nankinu. Zadanie zajęcia chińskiej stolicy powierzono generałowi Iwane Matsui, dowódcy japońskiej Armii Obszaru Centralnych Chin, który uważał, że zdobycie Nankinu zmusi Chiny do poddania się i tym samym zakończy wojnę. Chiński przywódca Czang Kaj-szek ostatecznie zdecydował się bronić miasta i mianował Tanga Shengzhiego dowódcą Sił Garnizonowych Nankinu, pospiesznie zgromadzonej sły bojowej sformowanej z lokalnych poborowych i niedobitków z chińskich jednostek, które broniły Szanghaju.
W toku pięciotygodniowej kampanii między 11 listopada a 9 grudnia japońska armia przeszła z Szanghaju do Nankinu w szybkim tempie, ścigając wycofującą się armię chińską i pokonując wszelki opór na swojej drodze. Kampania charakteryzowała się ogromną brutalnością i zniszczeniami, a japońskie oddziały popełniały coraz więcej zbrodni na lokalnej ludności, podczas gdy chińskie siły wdrożyły taktykę spalonej ziemi, niszcząc własną infrastrukturę, aby spowolnić postępy przeciwnika.
Do 9 grudnia Japończycy dotarli do ostatniej linii obrony, linii Fukuo, za którą znajdowały się ufortyfikowane średniowieczne mury Nankinu. 10 grudnia Matsui nakazał generalny szturm Nankinu, a po dwóch dniach intensywnych walk Czang Kaj-szek postanowił opuścić miasto. Przed swoim odejściem Tang nakazał żołnierzom dokonanie zorganizowanego przełamania przez japońskie pozycje, ale w tym czasie Nankin był już w dużej mierze otoczony, a jego obrona znalazła się na granicy wytrzymałości. Większość wojsk Tanga załamała się i zginęła w ostatniej fazie bitwy, która zamieniła się w chaotyczny pogrom chińskich oddziałów. Niektórym jednostkom udało się uciec, lecz wiele innych wpadło w śmiertelną pułapkę, jaką stało się miasto. Do 13 grudnia Nankin całkowicie wpadł w ręce Japończyków.
Po zdobyciu miasta japońskie siły dokonały masakry chińskich jeńców wojennych i cywilów, dopuszczając się masowych morderstw, aktów grabieży, tortur i gwałtów. Chociaż porażające zwycięstwo było gremialne fetowanie w Japonii i dodało odwagi japońskim żołnierzom, to późniejsza masakra zszargała opinię Japończyków w społeczności międzynarodowej. Wbrew oczekiwaniom Matsui, Chiny się nie poddały, a II wojna chińsko-japońska trwała przez kolejne osiem lat, aż do ostatecznej klęski Japonii w 1945 roku.

## Tło

### Decyzja Japończyków o zdobyciu Nankinu
Konflikt, który stał się znany jako II wojna chińsko-japońska, rozpoczął się 7 lipca 1937 roku potyczką na moście Marco Polo, która szybko przerodziła się w wojnę na pełną skalę pomiędzy armiami Chin i Japonii. Chiny chciały jednak uniknąć decydującej konfrontacji na północy, więc zamiast tego otworzyły drugi front, atakując japońskie jednostki stacjonujące już wcześniej w  strefie koncesyjnej w Szanghaju w środkowych Chinach. Japończycy odpowiedzieli, wysyłając Szanghajską Armię Ekspedycyjną dowodzoną przez generała Iwane Matsui, aby wyprzeć chińskie wojska z Szanghaju. Intensywne walki miejskie zmusiły Sztab Generalny Cesarskiej Armii Japońskiej, który odpowiadał za operacje wojskowe, do wielokrotnego wzmacniania armii szanghajskiej, a ostatecznie 9 listopada całkowicie nowa formacja, 10 Armia dowodzona przez gen. por. Heisuke Yanagawę, wylądowała w Zatoce Hangzhou na południe od Szanghaju.
Chociaż przybycie 10 Armii zmusiło chińskie wojska do wycofania się z Szanghaju, japoński Sztab Generalny zdecydował się przyjąć politykę nierozszerzania działań wojennych w celu zakończenia wojny. 7 listopada jego faktyczny przywódca, zastępca szefa sztabu Hayao Tada, ustanowił „linię ograniczeń operacji”, uniemożliwiając swoim siłom opuszczenie okolic Szanghaju, a dokładniej udanie się na zachód od chińskich miast Suzhou i Jiaxing. Miasto Nankin znajduje się około 300 kilometrów na zachód od Szanghaju.

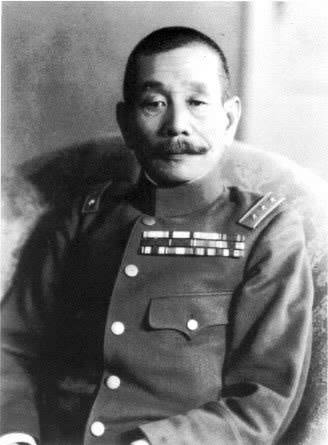
Japoński generał Iwane Matsui

Istniał jednak poważny rozdźwięk między japońskim rządem a jego dwiema armiami polowymi, Szanghajską Armię Ekspedycyjną i 10 Armią, które od listopada znajdowały się nominalnie pod kontrolą Armii Obszaru Centralnych Chin dowodzonej przez Matsui. Matsui jasno dał do zrozumienia swoim przełożonym, że chce ruszyć na Nankin jeszcze przed wysłaniem jego sił do Szanghaju. Był przekonany, że podbój chińskiej stolicy Nankinu spowoduje upadek całego nacjonalistycznego rządu Chin, a tym samym przyniesie Japonii szybkie i całkowite zwycięstwo w wojnie z Chinami. Yanagawa również pragnął podbić Nankin, a obaj generałowie byli oburzeni linią ograniczeń operacyjnych, która została im narzucona przez Sztab Generalny Armii.
19 listopada Yanagawa rozkazał swojej 10 Armii ścigać wycofujące się chińskie siły przez linię ograniczenia operacji aż do Nankinu, co było jaskrawym aktem niesubordynacji. Kiedy Tada dowiedział się o tym następnego dnia, nakazał Yanagawie natychmiastowe zatrzymanie się, ale rozkaz ten został zignorowany. Matsui podjął pewne wysiłki, aby powstrzymać Yanagawę, lecz powiedział mu również, że może wysłać kilka jednostek rozpoznawczych poza linię. W rzeczywistości Matsui bardzo sympatyzował z działaniami Yanagawy i kilka dni później, 22 listopada, wysłał pilny telegram do Sztabu Generalnego Armii, w którym nalegał, że aby rozwiązać ten kryzys w szybki sposób, musimy wykorzystać obecną pogarszającą się sytuację wroga i zdobyć Nankin […] Pozostając za linią ograniczenia operacji w tym momencie nie tylko pozwalamy, aby nasza szansa na zwycięstwo się wymknęła, ale także zachęcamy wroga do uzupełnienia sił bojowych i odzyskania ducha walki, a istnieje ryzyko, że [później] będzie trudniej całkowicie złamać jego wolę walki.
Tymczasem, gdy coraz więcej japońskich jednostek nadal przechodziło poza linię ograniczenia operacji, Tada również znalazł się pod presją ze strony Sztabu Generalnego Armii. Wielu kolegów i podwładnych Tady, w tym bardzo wpływowy szef Dywizji Operacji Sztabu Generalnego Sadamu Shimomura, podzielało punkt widzenia Matsui i chciało, aby Tada zatwierdził atak na Nankin. 24 listopada Tada w końcu ustąpił i zniósł linię ograniczenia operacji z powodu okoliczności pozostających poza naszą kontrolą, a następnie kilka dni później niechętnie zatwierdził operację zdobycia Nankinu. Tada osobiście poleciał do Szanghaju 1 grudnia, aby przekazać rozkaz, chociaż do tego czasu jego własne armie na polu bitwy były już w drodze do Nankinu.

### Decyzja Chińczyków o obronie Nankinu
15 listopada, pod koniec bitwy o Szanghaj, Czang Kaj-szek zwołał spotkanie Najwyższej Rady Obrony Narodowej, aby podjąć strategiczne planowanie, w tym decyzję, co zrobić w przypadku japońskiego ataku na Nankin. Chiński przywódca nalegał żarliwie na zorganizowanie stałej obrony Nankinu. Czang Kaj-szek argumentował, tak jak podczas bitwy o Szanghaj, że Chiny będą miały większą szansę na otrzymanie pomocy od wielkich mocarstw, być może podczas trwającej Konferencji Traktatu Dziewięciu Mocarstw, jeśli uda im się udowodnić na polu bitwy swoją wolę i zdolność do przeciwstawienia się Japończykom. Zauważył również, że utrzymanie Nankinu wzmocni pozycję Chin w rozmowach pokojowych, w których chciał, aby pośredniczył ambasador Niemiec Oskar Trautmann.
Czang Kaj-szek napotkał silny opór ze strony swoich oficerów, w tym szefa sztabu Komisji Spraw Wojskowych He Yingqina, zastępcy szefa sztabu Bai Chongxi, szefa 5 Strefy Wojennej Li Zongrena i jego niemieckiego doradcy Alexandra von Falkenhausena. Argumentowali oni, że chińska armia potrzebuje więcej czasu, aby odzyskać siły po stratach poniesionych w Szanghaju i wskazali, że Nankin jest topograficznie bardzo trudny do obrony. Łagodnie opadający teren przed miastem ułatwiał atakującym natarcie, podczas gdy rzeka Jangcy za Nankinem mogła odciąć obrońcom drogę odwrotu.

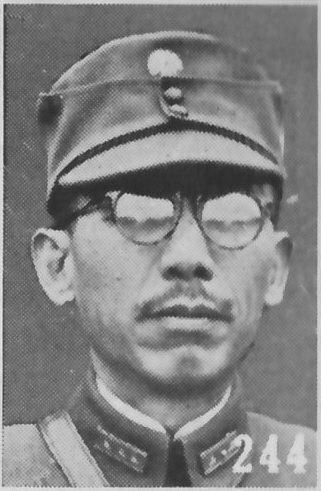
Chiński generał Tang Shengzhi

Czang stawał się jednak coraz bardziej pobudzony w trakcie bitwy o Szanghaj, a nawet gniewnie oświadczył, że sam zostanie w Nankinie i osobiście będzie dowodzić jego obroną. Jednak gdy uznał już, że jest odosobniony w swoich poglądach, generał Tang Shengzhi, ambitny starszy członek Komisji Spraw Wojskowych, zabrał głos w obronie stanowiska Czang Kaj-szeka, chociaż relacje różnią się co do tego, czy Tang głośno rzucił się na pomoc Czangowi, czy zrobił to niechętnie. Wykorzystując okazję daną mu przez Tanga, Czang Kaj-szek odpowiedział, organizując 20 listopada Siły Garnizonowe Nankinu i oficjalnie mianując Tanga ich dowódcą 25 listopada. Rozkazy, które generał otrzymał od Czanga 30 listopada, brzmiały: bronić ustanowionych linii obronnych za wszelką cenę i zniszczyć siły oblegające wroga.
Chociaż obaj mężczyźni publicznie oświadczyli, że będą bronić Nankinu do ostatniego człowieka, zdawali sobie sprawę ze swojej niepewnej sytuacji. Tego samego dnia, w którym utworzono siły garnizonowe, Czang Kaj-szek oficjalnie przeniósł stolicę Chin z Nankinu do Chongqingu w głębi Chin. Ponadto zarówno Czang jak i Tang czasami wydawali swoim podwładnym sprzeczne instrukcje, czy ich misją była obrona Nankinu do śmierci, czy jedynie opóźnienie japońskiego natarcia.

## Preludium

### Przygotowania obronne Chińczyków

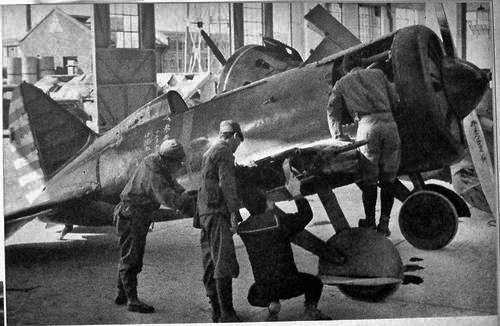
Myśliwiec I-16 produkcji radzieckiej w służbie Sił Powietrznych Republiki Chińskiej w Nankinie

Po incydencie mandżurskim w 1931 roku chiński rząd rozpoczął przyspieszony program obrony narodowej, obejmujący masową budowę podstawowych i pomocniczych baz lotniczych wokół Nankinu, w tym bazy lotniczej Jurong, ukończonej w 1934 roku, z której miała być prowadzona obrona powietrzna, a także przeprowadzane kontrataki przeciwko wrogim siłom. 15 sierpnia 1937 roku Cesarska Marynarka Wojenna Japonii przeprowadziła pierwszy z wielu nalotów szybkich bombowców na bazę lotniczą Jurong, używając zaawansowanych maszyn Mitsubishi G3M według koncepcji błyskawicznego ataku Giulio Douheta, w celu zneutralizowania myśliwców chińskich sił powietrznych strzegących stolicy, ale została odparta przez nieoczekiwanie silny opór i zaskakującą skuteczność chińskich pilotów myśliwców stacjonujących w Jurong, ponosząc prawie 50% strat zespołu uderzeniowego.

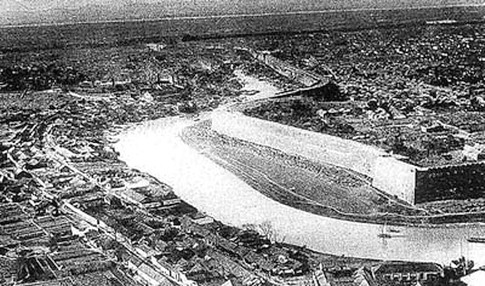
Kamienne mury miejskie Nankinu sfotografowane w 1930 roku

20 listopada chińska armia i grupy powołanych do wojska robotników zaczęły pospiesznie wzmacniać obronę Nankinu zarówno wewnątrz, jak i na zewnątrz miasta. Sam Nankin był otoczony potężnymi kamiennymi murami rozciągającymi się na długości prawie 50 kilometrów wokół całego miasta. Mury, które zostały zbudowane setki lat wcześniej, w czasach dynastii Ming, wznosiły się na wysokość 20 metrów, miały 9 metrów grubości i były usiane stanowiskami karabinów maszynowych. Do 6 grudnia wszystkie bramy do miasta zostały zamknięte, a następnie zabarykadowane dodatkową warstwą worków z piaskiem i betonu o grubości sześciu metrów.
Za murami na drodze japońskiego natarcia zbudowano szereg półkolistych linii obronnych, w szczególności zewnętrzną około 16 kilometrów od miasta i wewnętrzną bezpośrednio za miastem, znaną jako linia Fukuo lub linia wielu pozycji. Linia Fukuo, rozległa sieć okopów, fos, zasieków z drutu kolczastego, pól minowych, stanowisk ogniowych i bunkrów, miała być ostatnią linią obrony poza murami miasta Nankin. Na linii Fukuo znajdowały się również dwie kluczowe grupy wzniesień: szczyty Zijinshan na północnym wschodzie i płaskowyż Yuhuatai na południu, gdzie fortyfikacje były szczególnie gęste. Aby uniemożliwić japońskim najeźdźcom znalezienie schronienia lub otrzymywanie zaopatrzenie na tym obszarze, Tang przyjął 7 grudnia strategię spalonej ziemi, nakazując zniszczenie wszystkich domów i innych budowli na drodze Japończyków w promieniu jednego do dwóch kilometrów od miasta, a także wszystkich budynków w pobliżu dróg w promieniu 16 kilometrów od miasta.

### Siły chińskie

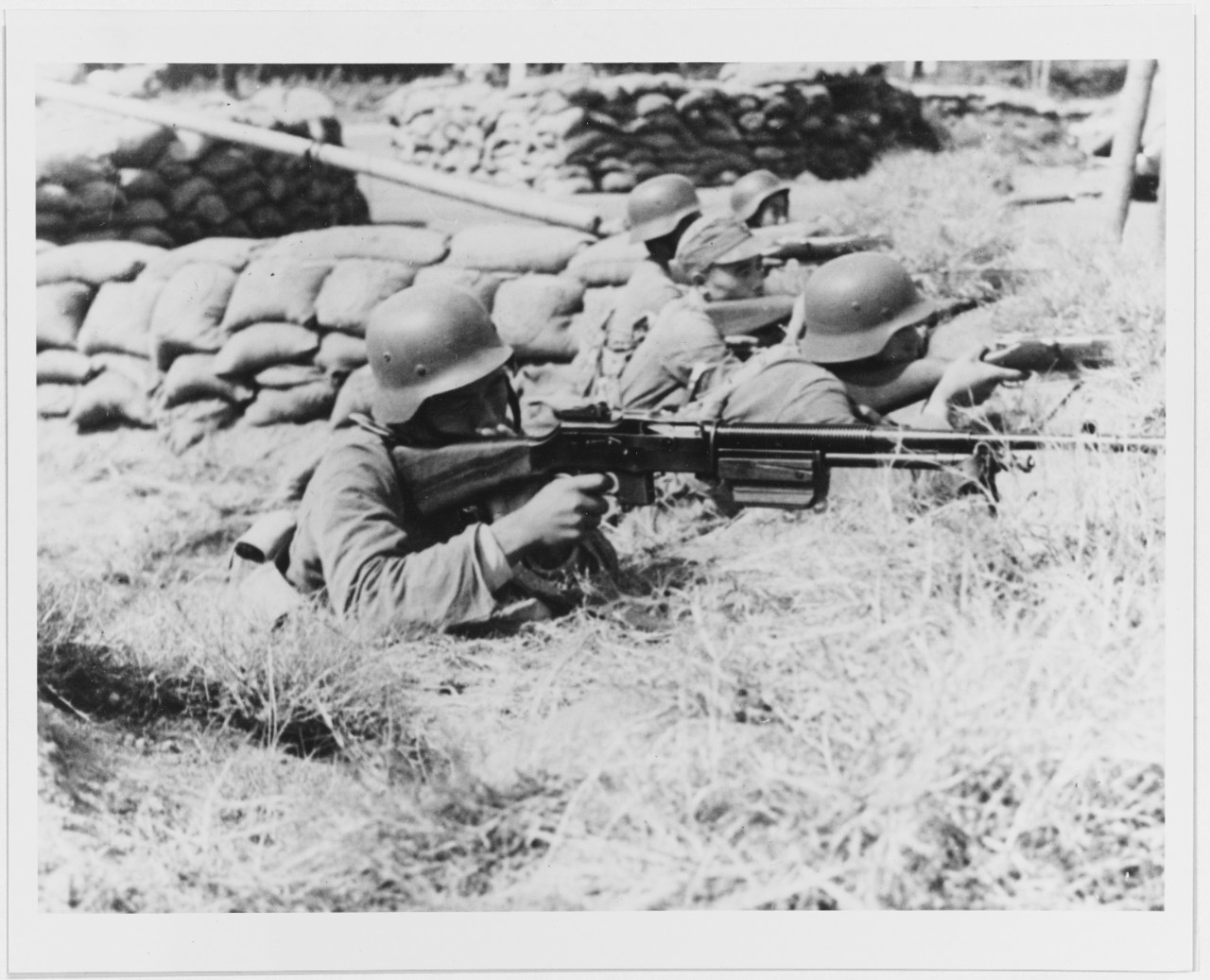
Chińscy żołnierze z jednej z elitarnych dywizji wyszkolonych przez Niemców między Nankinem a Szanghajem, 26 listopada 1937 roku. Większość z nich nosi hełmy M35 Stahlhelm, jeden nosi czapkę polową w stylu niemieckim. Szczególną uwagę zwraca polski karabin maszynowy Browning wz. 28

Formacja broniąca miasta, Siły Garnizonowe Nankinu, formalnie była potężną armią złożoną z trzynastu dywizji, w tym trzech elitarnych dywizji wyszkolonych przez Niemców oraz superelitarnej Brygady Szkoleniowej. W rzeczywistości niemal wszystkie te jednostki, z wyjątkiem 2 Grupy Armii, zostały poważnie nadszarpnięte w bitwie o Szanghaj. Kiedy siły te dotarły do Nankinu, żołnierze byli wyczerpani fizycznie, mieli mało sprzętu i bardzo duże braki kadrowe. Aby uzupełnić przynajmniej część tych jednostek, 16 000 młodych mężczyzn i nastolatków z Nankinu oraz okolicznych wiosek zostało szybko wcielonych do służby wojskowej jako poborowi.
Jednostki wyszkolone przez Niemców, 36., 87. i 88 Dywizja, poniosły ciężkie straty w Szanghaju, w rezultacie czego ich elitarność została mocno ograniczona. W grudniu każda z nich składała się z 6000 do 7000 żołnierzy, z czego mniej więcej połowę stanowili nowi, ledwie przeszkoleni rekruci. Oprócz tych jednostek obrońcy Nankinu i zewnętrznych linii obronnych byli sformowani w cztery dywizje kantońskie w 66. i 83 Korpusie, pięć dywizji i dwie brygady z Syczuanu w 23 Grupie Armii oraz dwie dywizje z Armii Centralnej w 74 Korpusie. Dodatkowe jednostki zostały dostarczone przez nankińską żandarmerię i Garnizon Stołeczny Nankinu. Jednak większość z tych jednostek poniosła również bardzo duże straty w wyniku miesięcy ciężkich walk w Szanghaju i wokół niego. 66 Korpus został zredukowany do połowy pierwotnego stanu, a jego dwie dywizje musiały zostać przekształcone w pułki. Aby uzupełnić chiński garnizon, 40 200 ludzi z 44 batalionów uzupełniających, czterech pułków uzupełniających i jednego pułku bezpieczeństwa z Jiangxi zostało wysłanych do 36., 87., 88., 51. i 58 Dywizji 74 Korpusu oraz Dywizji Szkoleniowej Armii Centralnej. Dodatkowo 16 000 – 18 000 „świeżych” żołnierzy sprowadzono z Hankou w szeregach 2 Armii, przy czym 80% ich siły stanowili niedawno wcieleni rekruci. Jednak ze względu na nieoczekiwaną szybkość japońskiego natarcia większość tych nowych poborowych otrzymała jedynie podstawowe szkolenie z obsługi broni w drodze na linię frontu lub po przybyciu na nią.
Nie istnieją żadne dokładne statystyki dotyczące liczby żołnierzy, których Siły Garnizonowe Nankinu zdołały zebrać do chwili rozpoczęcia bitwy. Ikuhiko Hata szacuje, że było to 100 000, a Tokushi Kasahara twierdzi, że było ich około 150 000. Najbardziej wiarygodne szacunki pochodzą od Davida Askewa, który szacuje na podstawie analizy jednostka po jednostce, że w samym mieście Nankin siła chińskich obrońców wynosiła od 73 790 do 81 500 osób. Liczby te potwierdza oficer sztabowy garnizonu w Nankinie T'an Tao-p'ing, który odnotowuje garnizon liczący 81 000 żołnierzy, liczbę, którą Masahiro Yamamoto uważa za jedną z najbardziej prawdopodobnych.

### Japońskie bombardowania

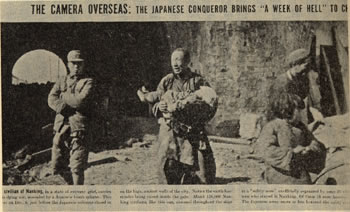
Chiński cywil niesie swojego umierającego syna rannego w japońskim nalocie na Nankin

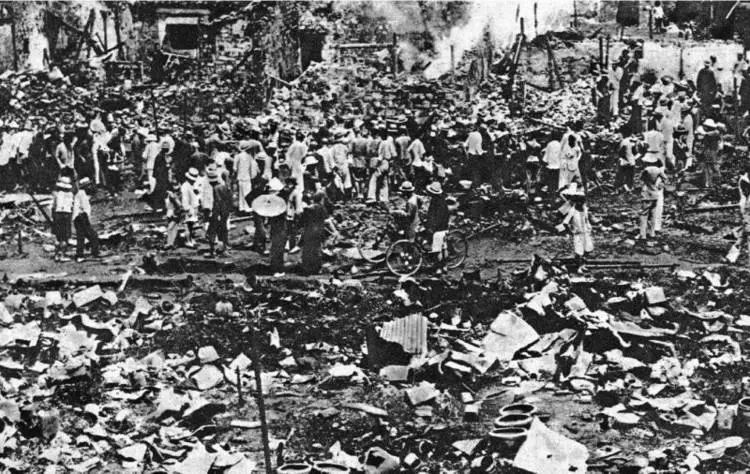
Następstwa japońskiego nalotu na Nankin

Jeszcze przed zakończeniem bitwy o Szanghaj Cesarska Marynarka Wojenna Japonii przeprowadziła ok. 50 nalotów na Nankin według własnych zapisków. Japońska marynarka zaatakowała Nankin po raz pierwszy 15 sierpnia bombowcami Mitsubishi G3M, ale poniosła ciężkie straty w obliczu obrony chińskich sił powietrznych na amerykańskich samolotach Boeing P-26/281 Peashooter i Curtiss Export Hawk bazujących głównie w bazie lotniczej Jurong w celu obrony Nankinu. Dopiero po wprowadzeniu do służby zaawansowanego myśliwca Mitsubishi A5M Japończycy zaczęli wygrywać walki powietrzne i kontynuowali bombardowania celów wojskowych oraz cywilnych dniem i nocą z coraz większą bezkarnością. Chińczycy nie mieli przemysłu lotniczego ani kompleksowego programu szkoleniowego, aby zastąpić ludzi i maszyny utracone w walce z ciągle rosnącą i ulepszaną japońską machiną wojenną.
Jednak doświadczeni piloci myśliwców chińskich sił powietrznych nadal stanowili zagrożenie dla japońskiej potęgi lotniczej. Asy myśliwskie płk Gao Zhihang, mjr John Wong Pan-yang i kpt. Liu Cuigang, pomimo że było ich mniej niż znacznie lepszych A5M lecących w stronę Nankinu 12 października, zestrzelili tego dnia cztery japońskie myśliwce, w tym dowódcę wyprawy chor. Torakumę, którego strącił płk Gao. Zarówno Gao, jak i Liu zginęli w wypadkach lotniczych poza walką w ciągu następnego miesiąca, gdy przygotowywali się do przejścia na nowocześniejsze technicznie myśliwce Polikarpow I-16.

### Ewakuacja Nankinu
W obliczu japońskich terrorystycznych bombardowań i ciągłego postępu Cesarskiej Armii Japońskiej w stronę Nankinu, zdecydowana większość mieszkańców stolicy uciekła z miasta. Na początku grudnia populacja Nankinu spadła z poprzedniego miliona do mniej niż 500 000, a liczba ta obejmowała także chińskich uchodźców z wiosek spalonych w wyniku polityki spalonej ziemi prowadzonej przez ich własny rząd. Większość osób, które nadal przebywały w mieście, była bardzo biedna i nie miała dokąd pójść. Zagranicznych mieszkańców Nankinu wielokrotnie proszono o opuszczenie miasta, które stawało się coraz trudniejsze do życia z powodu ciągłych bombardowań, pożarów, grabieży dokonywanych przez pospolitych przestępców oraz przerw w dostawie wody i prądu Jednak nieliczni obcokrajowcy, którzy byli na tyle odważni, by pozostać na miejscu, starali się znaleźć sposób, aby pomóc chińskim cywilom, którzy nie byli w stanie wyjechać z miasta. Pod koniec listopada grupa cudzoziemców pod przewodnictwem obywatela Niemiec Johna Rabe utworzyła w centrum miasta Nankińską Strefę Bezpieczeństwa – samozwańczą strefę zdemilitaryzowaną, w której cywilni uchodźcy mogli się gromadzić, aby mieć nadzieję na ucieczkę przed walkami. Strefa bezpieczeństwa została uznana przez chiński rząd, a 8 grudnia Tang Shengzhi zażądał ewakuacji wszystkich cywilów.
Wśród Chińczyków, którym udało się uciec z Nankinu, byli Czang Kaj-szek i jego żona Song Meiling, którzy wylecieli z miasta prywatnym samolotem tuż przed świtem 7 grudnia. Burmistrz Nankinu i większość władz miejskich opuściła miasto tego samego dnia, powierzając zarządzanie miastem Siłom Garnizonowym Nankinu.

## Japońskie natarcie na Nankin (11 listopada – 4 grudnia)
Na początku grudnia japońska Armia Obszaru Centralnych Chin rozrosła się do ponad 160 000 ludzi, chociaż ostatecznie w walkach wzięło udział tylko ok. 70 000 z nich. Plan ataku na Nankin był manewrem okrążającym, który Japończycy nazwali „okrążeniem i unicestwieniem”. Dwoma zębami kleszczy Armii Obszaru Chin Centralnych były Szanghajska Armia Ekspedycyjna nacierająca na Nankin od wschodu oraz 10 Armia nacierająca od strony południowej. Na północ i zachód od Nankinu znajdowała się rzeka Jangcy, ale Japończycy planowali zablokować również tę możliwą drogę ucieczki, wysyłając eskadrę okrętów wojennych w górę rzeki i rozmieszczając dwa specjalne oddziały, aby okrążyć miasto tuż za nim. Oddział Kunisakiego miał przekroczyć Jangcy na południu, a ostatecznym celem było zajęcie Pukou na brzegu rzeki na zachód od Nankinu, podczas gdy Oddział Yamady miał zostać wysłany na daleki północny szlak, a jego ostatecznym celem było zajęcie Mufushanu na północ od Nankinu.

### Walki odwrotowe armii chińskiej, przełamanie linii Wufu
Od 11 listopada wszystkie elementy armii chińskiej w dolnym biegu Jangcy były w odwrocie po bitwie o Szanghaj. W przeciwieństwie do poprzednich przypadków podczas kampanii szanghajskiej, w której chińskie odwroty były prowadzone z zachowaniem dyscypliny, odwrót z Szanghaju był słabo skoordynowany i zdezorganizowany, częściowo z powodu ogromnej skali operacji i braku wcześniejszego planowania. Rozkazy były przekazywane z góry na dół w sposób chaotyczny, a chińska armia często grzęzła pod własnym ciężarem lub zatłoczona przez wąskie gardła, takie jak mosty. Sytuację pogarszały japońskie samoloty, które nieustannie nękały chińskie kolumny, zwiększając liczbę ofiar i potęgując chaos. Pomimo strat, chińskiej armii udało się uniknąć całkowitego zniszczenia przez siły japońskie, które próbowały ją okrążyć w ostatnich dniach walk o Szanghaj.

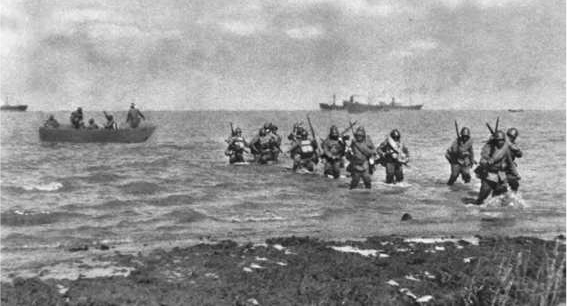
Oddziały japońskiej 16 Dywizji lądujące na południowym brzegu Jangcy w pobliżu Baimaokou, 13 lub 14 listopada

12 listopada japońskie siły rozmieszczone w Szanghaju otrzymały rozkaz ścigania wycofujących się chińskich oddziałów. Gdy większość chińskich wojsk wycofywała się, wiele miast i miasteczek zostało szybko zdobytych przez Japończyków, w tym Jiading i Taicang. Jednak w Jiashan główne siły japońskiej 18 Dywizji napotkały zaciekły opór ze strony Prawego Skrzydła. Obrońcy, składający się z dwóch kompletnych dywizji i jednego pułku z 2 Dywizji oraz 1 Brygady, walczyli z japońską 18 Dywizją wzdłuż linii Zhapu-Pinghu-Jiaxing. 18 Dywizja zajęła miasto Fengjing w ciągu dwóch dni, podczas których dowódca brygady Shozo Tezuka został ranny. 10 listopada 18 Dywizja rozpoczęła atak na rejon Jiashan. W ciągu następnych czterech dni obie strony poniosły ciężkie straty. 14. dnia bitwy obrońcy byli wyczerpani i zaczęli przygotowywać się do odwrotu, gdy 18 Dywizja rozpoczęła generalną ofensywę, w której uczestniczyły dziesiątki samolotów, całkowicie zajmując rejon 15. dnia walk. Podczas sześciodniowych bitew o Fengjing i Jiashan 18 Dywizja poniosła ponad 1000 ofiar. Chińscy obrońcy w liczbie 15 573 żołnierzy stracili aż 7317 zabitych, rannych lub zaginionych. Japońskie wojska ze świeżo rozmieszczonej 10 Armii, składającej się z 6., 18. i 114 Dywizji oraz Oddziału Kunisakiego, były zmotywowane do walki. Jednak wiele innych japońskich jednostek było wyczerpanych walkami w Szanghaju i wolniej wykonywało rozkazy.
Pomimo chińskiego odwrotu, Japończycy napotkali silny opór na linii obronnej Wufu między Fushan i jeziorem Tai, którą w chińskiej propagandzie nazywano „nową linią Hindenburga”. W Changshu japońskie siły musiały powoli przedzierać się przez system wzajemnie krzyżujących się polem ostrzału betonowych bunkrów obsadzonych przez chińskich żołnierzy walczących na śmierć i życie, podczas gdy chińska artyleria ostrzeliwała ich celnym ogniem. Japońska 9 Dywizja stanęła przed podobnym wyzwaniem w Suzhou: wbrew propagandowym relacjom o upadku miasta bez walki, japońscy żołnierze musieli przebijać się przez szereg bunkrów przed miastem, zanim po kolei nie wyeliminowali ognisk oporu w walkach ulicznych. Operacje te zakończyły się 19 listopada, kiedy to w Suzhou zginęło około 1000 chińskich żołnierzy, a ich 100 dział zostało zdobytych, zgodnie z japońskimi zapisami.
Pod koniec listopada japońska armia szybko posuwała się wzdłuż jeziora Tai w drodze do Nankinu. Chińczycy, aby przeciwdziałać tym natarciom, rozmieścili około pięciu dywizji syczuańskiej 23 Grupy Armii z sił watażki Liu Xianga na południowym krańcu jeziora w pobliżu Guangde, a dwie kolejne dywizje (103. i 112.) w twierdzy rzecznej Jiangyin w pobliżu północnego krańca jeziora, która była miejscem bitwy morskiej z Japończykami stoczonej w sierpniu.

### Walki nad jeziorem Tai i Guangde

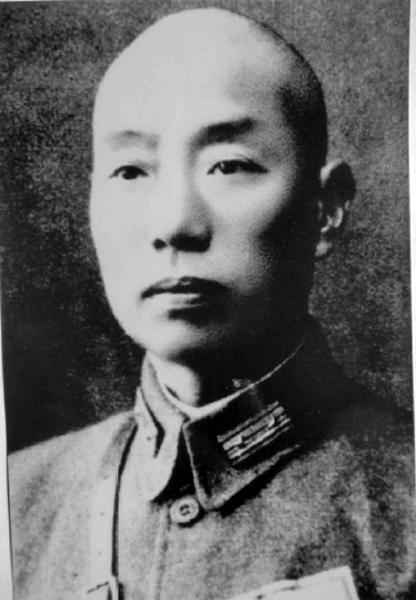
Syczuański generał Rao Guohua, którego siły broniły Guangde

25 listopada japońska 18 Dywizja zaatakowała miasto Sian w pobliżu Guangde. Chińscy obrońcy, niedostatecznie wyposażeni i niedoświadczeni żołnierze ze 145 Dywizji, zostali przytłoczeni przez japońskie siły powietrzne i czołgi, po czym pospiesznie się wycofali. Kontratak na Sian ze strony 146 Dywizji został odparty przez japońskie czołgi.
Na południowo-zachodnim skraju jeziora Tai syczuańska 144 Dywizja z 23 Grupy Armii okopała się na pozycji, gdzie teren utworzył wąski lejek w lokalnej drodze. Kiedy stanęli w obliczu natarcia japońskiej 114 Dywizji, Chińczycy zaatakowali Japończyków ukrytymi działami górskimi, zadając im ciężkie straty. Jednak obawiając się utraty artylerii w wyniku odwetowych ataków wroga, chińscy oficerowie wycofali swoją artylerię w ferworze walki. W rezultacie chińska piechota została powoli odepchnięta i ostatecznie wycofała się w kierunku Guangde, gdy japońskie wojska flankowały ich pozycje na brzegach jeziora za pomocą skradzionych cywilnych łodzi motorowych.

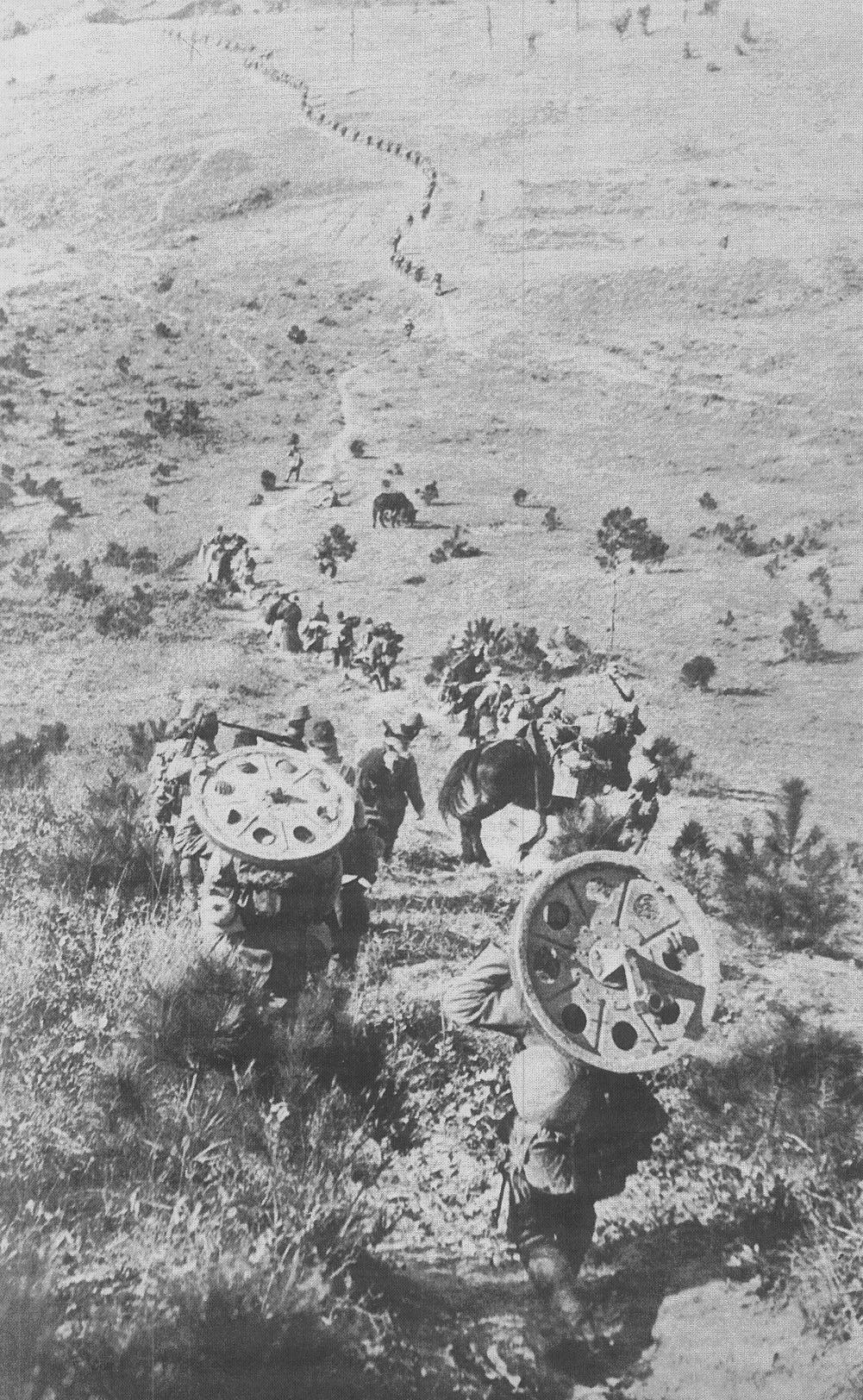
Japońscy żołnierze maszerują na Nankin

Pod koniec listopada pięć syczuańskich dywizji stoczyło zaciętą walkę w pobliżu Guangde, ale ich obrona była utrudniona przez podzielone dowództwo i brak łączności radiowej. Japończycy przytłoczyli chińskich obrońców artylerią i ostatecznie zmusili 23 Grupę Armii do odwrotu 30 listopada. Dowódca dywizji syczuańskiej Rao Guohua, nie mogąc znieść porażki, zastrzelił się dzień po odwrocie. 23 Grupa Armii poniosła ciężkie straty w tej bitwie, co najmniej 4454 zabitych, rannych lub zaginionych.

### Bitwa pod Jiangyin
29 listopada japońska 13 Dywizja zaatakowała otoczone murem miasto Jiangyin w pobliżu rzeki Jangcy po dwudniowym ostrzale artyleryjskim. Stawili czoła około 10 000 żołnierzy z chińskiej 112. i 103 Dywizji, które składały się z mieszanki weteranów z Mandżurii, uchodźców i rekrutów z południowo-zachodnich Chin. Pomimo napotkania zasadzek i trudnego terenu w postaci 33 wzgórz wokół miasta, Japończycy byli w stanie posuwać się naprzód pod osłoną i artylerii naziemnej i okrętowej strzelającej z okrętów na rzece Jangcy. Chińskie baterie nadbrzeżne zamontowane na murach Jiangyin odpowiedziały japońskim okrętom, powodując uszkodzenia kilku z nich. Aby wyrównać szanse, chińscy rajderzy zorganizowali misje samobójcze, aby zinfiltrować japońskie linie w nocy i zniszczyć wrogie czołgi zdalnie detonowanymi ładunkami wybuchowymi. Wzgórza wokół Jiangyin były miejscem zaciekłych walk, a Góra Ding kilkakrotnie przechodziła z rąk do rąk, w wyniku czego chiński dowódca kompanii Xia Min'an zginął w akcji.
Japończykom ostatecznie udało się pokonać chińską obronę dzięki połączeniu działań artylerii, lotnictwa i czołgów. Chińczycy rozpoczęli odwrót 1 grudnia, ale słaba komunikacja spowodowała, że 112 Dywizja opuściła miasto zbyt wcześnie, co doprowadziło do chaotycznej ucieczki 103 Dywizji. Obie dywizje poniosły duże straty w walkach i tylko niewielka część ich pierwotnej siły (szacowana na 1000–2000 ludzi w przypadku 103 Dywizji) powróciła do Nankinu.
Podczas dalszego natarcia Japończycy pokonywali opór już pobitych sił chińskich, które były ścigane z Szanghaju w ruchomej bitwie. Japończykom pomagało całkowite panowanie w powietrzu, obfitość własnych sił pancernych, improwizowana i chaotyczna natura chińskiej obrony, a także chińska strategia koncentracji sił obronnych na małych fragmentach wzniesień, co ułatwiało ich oskrzydlenie i otoczenie. F. Tillman Durdin opisał przypadek, w którym japońskie wojska otoczyły około 300 chińskich żołnierzy z 83 Korpusu na stożkowatym szczycie: Japończycy rozpalili pierścień ognia wokół szczytu. Ogień, żywiący się drzewami i trawą, stopniowo zbliżał się coraz bardziej do szczytu, zmuszając Chińczyków do wchodzenia pod górę, aż stłoczeni [przy wierzchołku] zostali bezlitośnie rozstrzelani z karabinów maszynowych.

### Japońskie zbrodnie w drodze do Nankinu

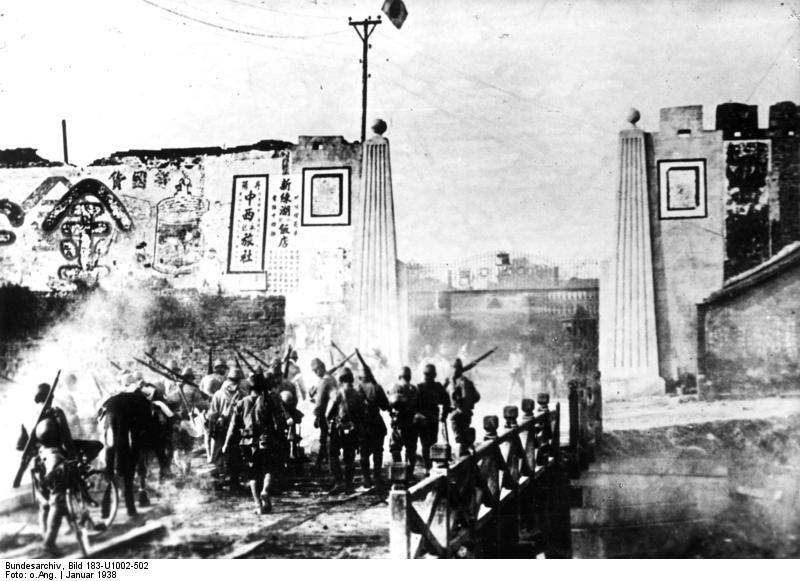
Japońscy żołnierze wkraczają do Danyangu, 50 km na wschód od Nankinu

Generał Matsui wraz ze Sztabem Generalnym Armii pierwotnie planował powolny, lecz konsekwentny marsz na Nankin, ale jego podwładni nie wykonali rozkazów i zamiast tego ścigali się ze sobą w drodze do miasta. Zdobycie Guangde nastąpiło trzy dni przed planowanym rozpoczęciem przez armię natarcia, a Szanghajska Armia Ekspedycyjna zdobyła Danyang 2 grudnia, pięć dni przed planowanym terminem. Średnio japońskie jednostki posuwały się w kierunku Nankinu w szaleńczym jak na tamte czasy tempie ok. 40 kilometrów dziennie. Aby osiągnąć takie tempo marszu, japońscy żołnierze zabierali ze sobą niewiele więcej poza bronią i amunicją. Ponieważ maszerowali znacznie szybciej niż własne służby zaopatrzeniowe, japońscy żołnierze radzili sobie, rabując po drodze chińskich cywilów, co prawie zawsze wiązało się z ekstremalną przemocą. Jak zanotował japoński dziennikarz z 10 Armii, „Powodem, dla którego [10 Armia] posuwa się do Nankinu tak szybko, jest milcząca zgoda oficerów i żołnierzy, że mogą rabować i gwałcić, jak chcą”.

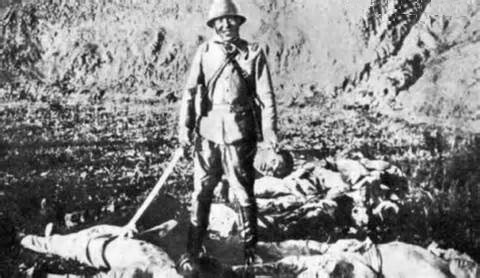
Japoński żołnierz pozujący z odciętą głową Chińczyka

Japoński marsz na Nankin był naznaczony pasmem podpaleń, gwałtów i morderstw. 270 km między Szanghajem a Nankinem stało się „koszmarną strefą śmierci i zniszczenia”. Japońskie samoloty ostrzeliwały nieuzbrojonych rolników i uchodźców „dla zabawy”. Cywile byli poddawani skrajnej przemocy i okrucieństwu, co było zapowiedzią masakry w Nankinie. Na przykład wioska Nanqiantou została podpalona, a wielu jej mieszkańców zamknięto w płonących domach. Dwie kobiety, z których jedna była w ciąży, zostały wielokrotnie zgwałcone. Następnie żołnierze „rozcięli brzuch ciężarnej kobiety i wydłubali płód”. Płaczącego dwuletniego chłopca wyrwano z rąk matki i wrzucono w płomienie, podczas gdy histerycznie szlochającą matkę i pozostałych mieszkańców wioski zakłuto bagnetami, wypatroszono i wrzucono do pobliskiego strumienia. Wielu chińskich cywilów popełniło samobójstwo, jak dwie dziewczyny, które utopiły się w pobliżu Pinghu.

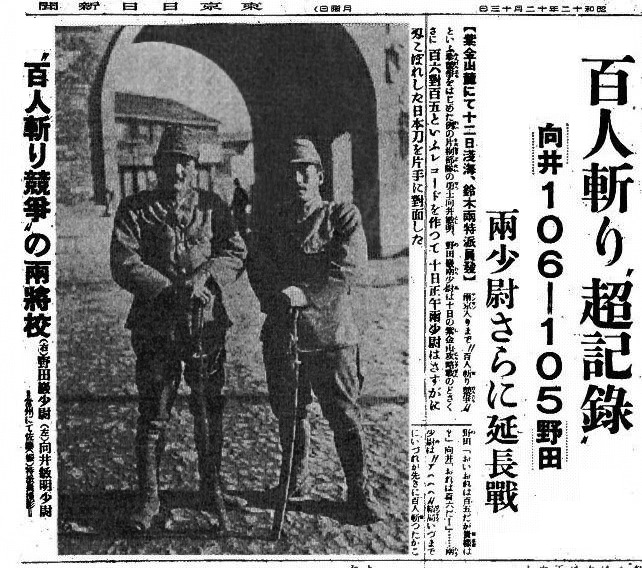
Japońska gazeta relacjonująca konkurs na zabójstwa

Wiele miast i miasteczek zostało zniszczonych i splądrowanych przez nacierających Japończyków, w tym Suzhou, Taicang i Jiading. Podczas masakry wiosek japońskie oddziały zazwyczaj natychmiast zabijały mężczyzn, podczas gdy kobiety i dzieci były najpierw gwałcone i torturowane, zanim zostały zamordowane. Jedną ze szczególnych zbrodni był „konkurs na zabójstwa” między dwoma japońskimi oficerami, podczas którego obaj mężczyźni rywalizowali między sobą o tym, kto pierwszy da radę ściąć głowy 100 chińskim jeńcom. „Zawody” przeprowadzono dwukrotnie, przy czym w „drugiej rundzie” cel został podniesiony do 150 jeńców. Wszystkie te okrycieństwa zostały jawnie opisane w japońskich gazetach.
Kontynuując swoje praktyki z Szanghaju, japońskie wojska zabiły wszystkich chińskich żołnierzy, których pojmały w drodze do Nankinu. Jeńcy wojenni zostali rozstrzelani, ścięci, zakłuci bagnetami lub spaleni żywcem. Ponadto, ponieważ tysiące chińskich żołnierzy rozproszyło się po okolicznych wsiach, Japończycy wdrożyli „operacje oczyszczające”, aby pozbawić Chińczyków schronienia, gdzie wszystkie budynki bez bezpośredniej wartości dla japońskiej armii zostały spalone, a ich mieszkańcy wymordowani.

## Bitwa o zewnętrzną linię obrony Nankinu (5–9 grudnia)

### Bitwy o Chunhua i Dwa Szczyty
5 grudnia Czang Kaj-szek złożył wizytę w obozowisku wojskowym w pobliżu Jurong, aby podnieść morale swoich ludzi, ale został zmuszony do odejścia, gdy Cesarska Armia Japońska rozpoczęła atak. Tego dnia szybko posuwające się naprzód kontyngenty Szanghajskiej Armii Ekspedycyjnej zajęły Jurong, a następnie dotarły w pobliże Chunhua, miasta położonego 24 km na południowy wschód od Nankinu i kluczowego punktu zewnętrznej linii obrony stolicy, którego zdobycie pozwalało umieścić japońską artylerię w zasięgu miasta. Chunhuy broniła chińska 51 Dywizja 74 Korpusu, weterani z Szanghaju. Pomimo trudności w korzystaniu z umocnień wokół miasta z powodu braku kluczy, 51 Dywizja zdołała ustanowić trzyliniową obronę z bunkrami, ukrytymi gniazdami karabinów maszynowych, dwoma rzędami drutu kolczastego i rowem przeciwpancernym.
Bitwa rozpoczęła się już 4 grudnia, kiedy 500 żołnierzy z japońskiej 9 Dywizji zaatakowało chińskie wysunięte pozycje w Shuhu, małym miasteczku kilka kilometrów od Chunhuy. Chińska kompania w Shuhu utrzymywała się przez dwa dni i w pewnym momencie wysłała pluton czołgów przeciwko japońskiej piechocie, tracąc trzy pojazdy opancerzone w zamian za 40 zabitych Japończyków. Do 6 grudnia obrońcy opuścili swoje pozycje, a około 30 ocalałych wywalczyło sobie drogę odwrotu.
Japończycy ruszyli do Chunhuy, ale napotkali silny opór ze strony 51 Dywizji, która zadała im ciężkie straty w przygotowanych strefach śmierci za pomocą karabinów maszynowych i ataków artyleryjskich. Niemniej jednak japońskie uderzenia artyleryjskie umożliwiły ich piechocie przejęcie pierwszej linii obronnej, a wkrótce potem dobrze zaplanowany atak sześciu japońskich bombowców umożliwił głębszy przełom. Japońska lewa flanka zdołała przebić się za Chunhuę 7 grudnia, ale ostateczne przełamanie nastąpiło 8 grudnia, gdy cały pułk 9 Dywizji, który pozostawał w tyle, włączył się do walki. Chińscy obrońcy, którzy przez wiele dni znosili nieustanny ostrzał i ponieśli ponad 1500 ofiar, w końcu pękli pod ponowną japońską nawałnicą i wycofali się. W pięciodniowej bitwie pod miastem Chunhua 51 Dywizja straciła ponad 2000 oficerów i żołnierzy, w tym dwóch dowódców pułku i czterech dowódców batalionów.
Tego samego dnia Szanghajska Armia Ekspedycyjna zdobyła również twierdzę w Zhenjiang i uzdrowisko Tangshuizhen. Tymczasem po południowej stronie tej samej linii obrony pojazdy pancerne japońskiej 10 Armii zaatakowały chińskie pozycje w Jiangjunshan (Szczyt Generała) i Niushoushan (Szczyt Głowy Wołów) bronione przez chińską 58 Dywizję 74 Korpusu. Chińscy obrońcy okopali się na wzniesieniu i posiadali działa górskie wystarczająco potężne, aby zniszczyć japońskie czołgi. Zniszczono wiele wrogich pojazdów, a w niektórych przypadkach chińscy żołnierze uzbrojeni w młoty wskakiwali na pojazdy i wielokrotnie walili w ich dachy, krzycząc Wynoście się stąd!. Stopniowo, dzięki skoordynowanemu wykorzystaniu broni pancernej, artylerii i piechoty, Japończykom udało się powoli wyprzeć chińskich obrońców. 9 grudnia, po zapadnięciu ciemności, 58 Dywizja została ostatecznie przytłoczona i wycofała się, ponosząc, według własnych zapisów, 800 ofiar. Do tego momentu 58 Dywizja straciła łącznie ponad 1700 żołnierzy, w tym dwóch dowódców pułków i pięciu dowódców batalionów.

### Pozycja obronna 2 Armii i bitwa o Jaskinię Starego Tygrysa
6 grudnia japońska 16 Dywizja zaatakowała chińskie pozycje 22 km na wschód od Nankinu. Chińscy obrońcy składali się ze świeżych oddziałów 2 Armii i okopali się na grzbiecie, aby stawić czoła japońskiemu atakowi. Japońskie samoloty i artyleria nieustannie ostrzeliwały chińskie pozycje obronne, zadając ogromne straty i wprowadzając zamieszanie w szeregach przeciwnika. Chińscy obrońcy byli również ograniczeni przez własny brak doświadczenia, a niektórzy żołnierze zapominali odbezpieczyć granaty ręczne przed ich rzuceniem. Tylko kadra doświadczonych oficerów i podoficerów zapobiegła całkowitemu załamaniu i umożliwiła 2 Armii utrzymanie zorganizowanej obrony przez trzy dni aż do 9 grudnia, kiedy to Chińczycy zostali zmuszeni do odwrotu w kierunku Qixia. Walki spowodowały śmierć 3919 żołnierzy i ranienie 1099 w dwóch dywizjach 2 Armii, co daje prawie niespotykany na polu bitwy stosunek zabitych do rannych bliski czterech do jednego. Dodatkowo, kompania specjalnej służby z 2 Armii straciła 47 zabitych i 13 rannych.

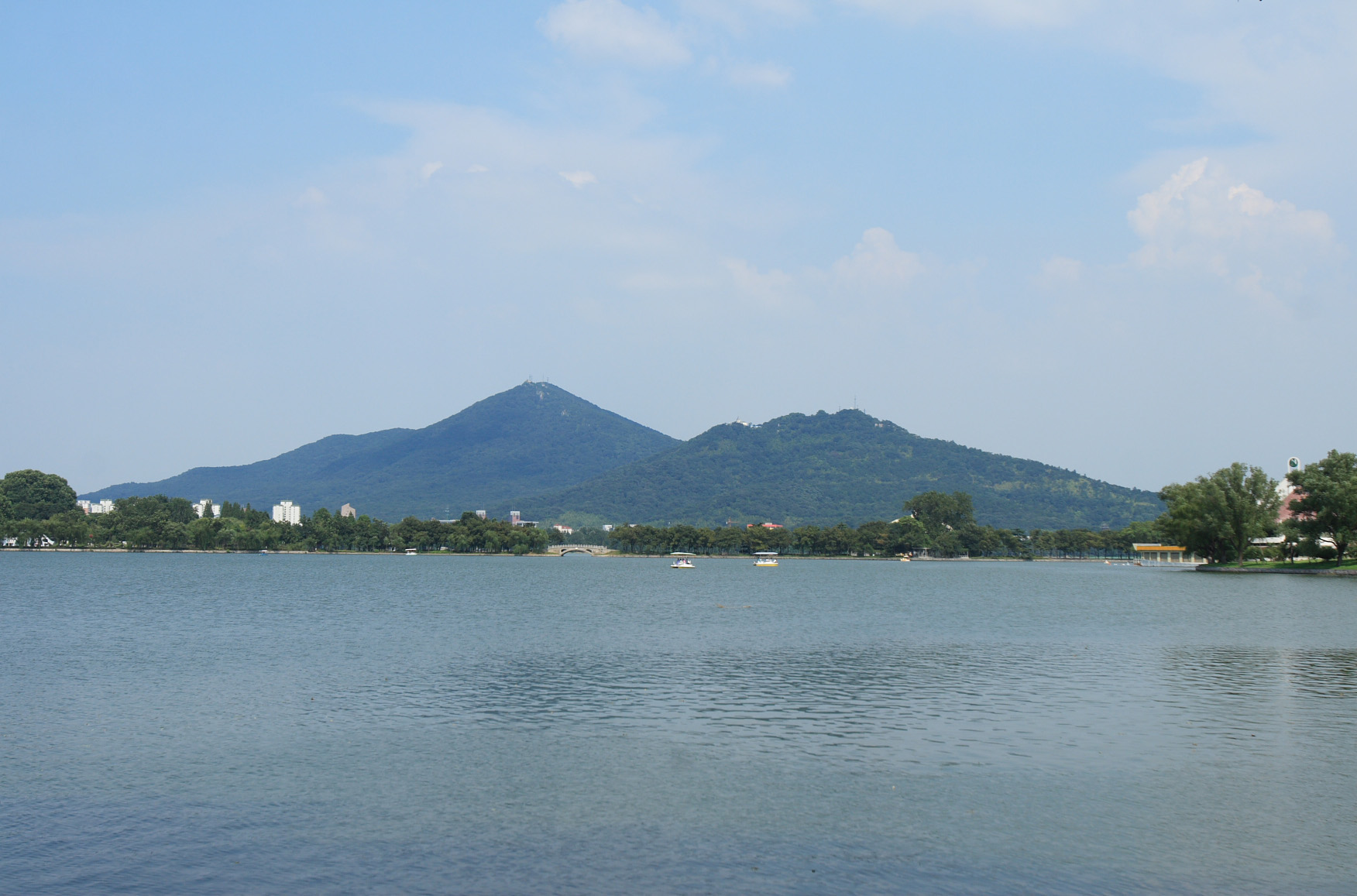
Szczyty Purpurowej Góry, gdzie broniła się Dywizja Szkoleniowa

W międzyczasie japońska 16 Dywizja również rozpoczęła sondowanie chińskich pozycji wokół Purpurowej Góry, którą obsadzała elitarna chińska Brygada Szkoleniowa. Japończycy najpierw zaatakowali Jaskinię Starego Tygrysa na wzgórzu na wschód od Purpurowej Góry, której bronił 5 Pułk Brygady Szkoleniowej. Po ostrzelaniu szczytu 8 grudnia japońska piechota zaatakowała zbocza wzgórza, ale została rozbita przez celny i skoncentrowany ogień. 9 grudnia Japończycy zaatakowali ponownie, używając zasłon dymnych i bombardowania z powietrza, ale atak został ponownie zatrzymany, gdy sąsiednia jednostka chińska przeprowadziła kontratak na prawym skrzydle Japończyków. Jednak 5 Pułk również poniósł ciężkie straty, tracąc ponad połowę swoich ludzi, w tym dowódcę. Ponadto wzgórze było bardzo odsłonięte i trudne do zaopatrywania, więc Brygada Szkoleniowa ostatecznie opuściła Jaskinię Starego Człowieka i wycofała się na lepsze pozycje na samej Purpurowej Górze.
9 grudnia siły japońskie dotarły do ostatniej linii obrony Nankinu, linii Fukuo.

## Ostateczna bitwa o miasto Nankin (9–13 grudnia)

### Pierwsze strzały

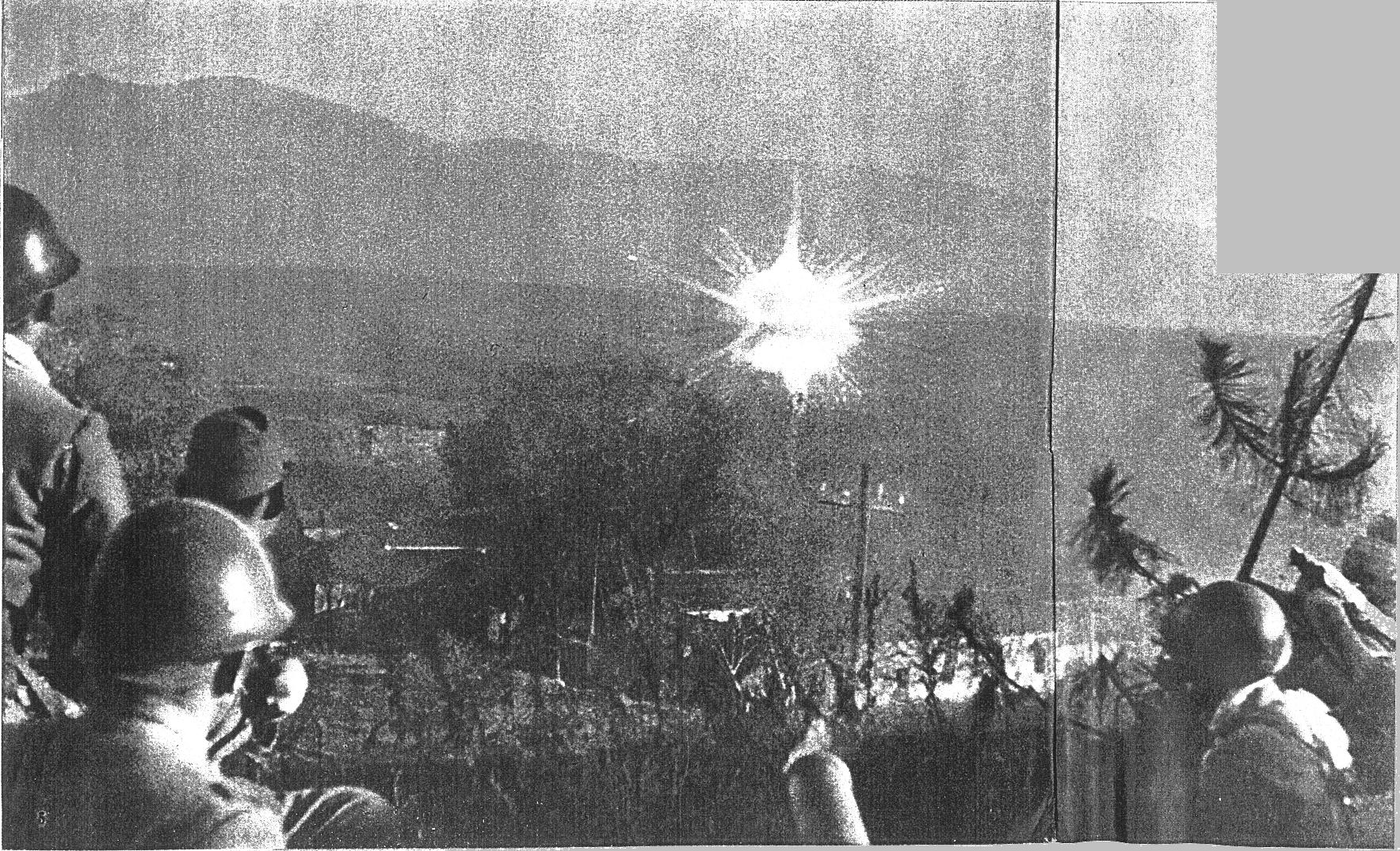
Japońska artyleria ostrzeliwuje Bramę Guanghua

O świcie 9 grudnia japońscy żołnierze z 36 Pułku starli się z batalionem elitarnej Dywizji Szkoleniowej poza murami miasta Nankin w pobliżu Bramy Guanghua (Bramy Oświecenia). Chińczycy wycofali się na mury, gdy połowa z nich zginęła lub została ranna. Kiedy Japończycy próbowali ich dogonić, obrońcy oświetlili ich pozycje za pomocą świateł elektrycznych i zaatakowali ogniem z broni ręcznej, zmuszając atakujących do odwrotu.
Japończycy podprowadzili wówczas dwa działa górskie i zaczęli ostrzeliwać bramę, podczas gdy japońskie samoloty przeprowadziły kilka nalotów w tym rejonie, w wyniku czego zginęło ponad 100 Chińczyków. Obrońcy wzmocnili bramę oddziałami żandarmerii wojskowej i batalionem elitarnej 88 Dywizji, z których ten ostatni stracił około 300 żołnierzy w dalszych walkach. Japończycy wysłali inżynierów, aby wybili dziury w bramie, ale po trzech próbach nie udało im się wyrządzić żadnych znaczących szkód. Dodatkowi japońscy żołnierze rzucili się na bramę, aby ich wesprzeć, ale większość z nich została wycięta przez chiński ogień. W pewnym momencie kilku chińskich obrońców rozpoczęło wypad, aby spalić młyn zbożowy za murem i w ten sposób pozbawić Japończyków dogodnego punktu obserwacyjnego, co im się udało. Chińscy maruderzy za murem miasta również zaatakowali Japończyków od tyłu, zabijając kilku łączników w japońskiej sieci komunikacyjnej. Do wieczora pierwsza walka na murach miejskich zakończyła się impasem między obiema stronami.

### Japońskie żądanie kapitulacji
W tym momencie generał Matsui sporządził „wezwanie do kapitulacji”, w którym zażądał od Chińczyków wysłania parlamentariuszy do Bramy Zhongshan w celu omówienia warunków pokojowej okupacji miasta, a następnie rozrzucił tysiące kopii wiadomości za pomocą samolotów Mitsubishi Ki-21 nad miastem. 10 grudnia grupa starszych oficerów sztabowych Matsui czekała, aby zobaczyć, czy brama zostanie otwarta, ale Tang Shengzhi nie miał zamiaru odpowiadać na żądania.
Później tego samego dnia Tang oznajmił swoim ludziom, że nasza armia weszła do ostatecznej bitwy, aby bronić Nankinu na linii Fukuo. Każda jednostka będzie stanowczo bronić swojego posterunku z determinacją, aby żyć lub zginąć razem z nim. Nie wolno wam się wycofywać na własną rękę, powodując załamanie się obrony. Aby wyegzekwować swoje rozkazy, Tang rozmieścił elitarną 36 Dywizję w pobliżu doków Xiaguan w roli oddziałów zaporowych, aby zablokować wszelkie próby odwrotu przez rzekę Jangcy i wysłał część większych statków do Hankou. Amerykański dziennikarz F. Tillman Durdin, który relacjonował przebieg bitwy, zobaczył, jak mała grupa chińskich żołnierzy ustawiła barykadę, zebrała się w półkolu i obiecała sobie nawzajem, że zginą razem tam, gdzie stoją.

### Atak na Nankin
O godzinie 13:00 10 grudnia generał Matsui wydał wszystkim jednostkom rozkaz rozpoczęcia generalnego szturmu na Nankin. 16 Dywizja natychmiast zaatakowała Brygadę Szkoleniową na szczytach Purpurowej Góry, która wznosi się nad północno-wschodnim krańcem Nankinu. Wspinając się po grzbietach gór, żołnierze Szanghajskiej Armii Ekspedycyjnej musieli mozolnie przejmować kontrolę nad każdym chińskim obozowiskiem, jednym po drugim, w krwawych szarżach piechoty. Posuwanie się wzdłuż południowej strony Purpurowej Góry nie było łatwiejsze, ponieważ generał Matsui zabronił swoim żołnierzom używania tam artylerii, gdyż był głęboko przekonany, że nie powinien wyrządzić żadnych szkód dwóm znajdującym się tam słynnym miejscom historycznym, Mauzoleum Sun Jat-sena i Mauzoleum Ming Xiaoling.

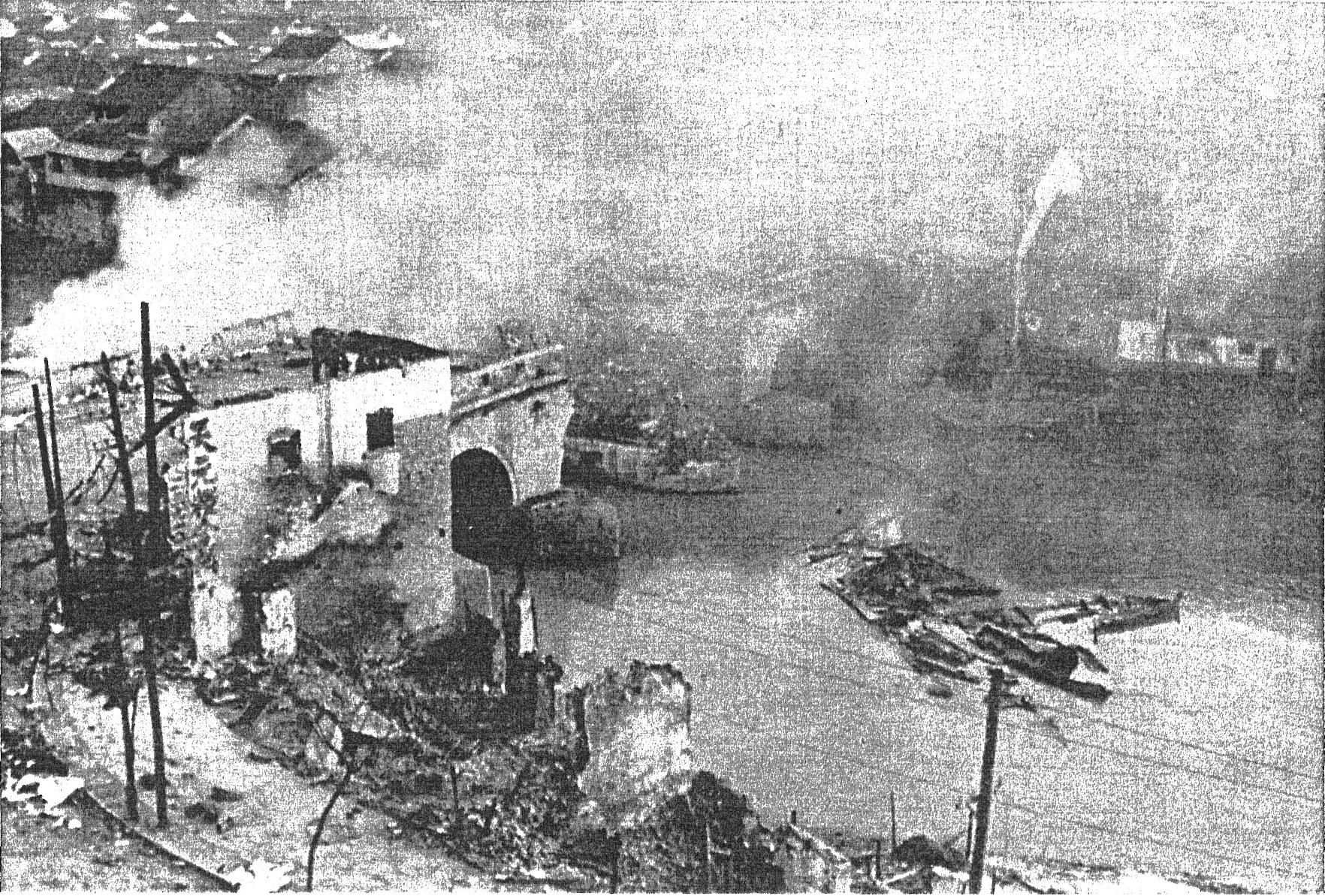
Most nad fosą miejską Nankinu zniszczony przez ostrzał artyleryjski

Również po wschodniej stronie Nankinu, ale dalej na południe, inne jednostki Szanghajskiej Armii Ekspedycyjnej stanęły przed trudnym zadaniem przekroczenia dużej fosy, która znajdowała się między nimi a trzema bramami miasta: Bramą Zhongshan, Bramą Guanghua i Bramą Tongji, chociaż szybkość wcześniejszego natarcia Japończyków działała na ich korzyść, ponieważ kluczowe chińskie jednostki, które miały zostać tutaj rozmieszczone, nie były jeszcze na swoich pozycjach.

### Atak na Bramę Oświecenia
Tego wieczora japońscy inżynierowie i artylerzyści zbliżający się do Bramy Guanghua zdołali wybić dziurę w murze. Dwie japońskie kompanie z 36 Pułku natychmiast rozpoczęły śmiały atak przez lukę i umieściły japońską flagę na bramie, ale zostały natychmiast przygwożdżone przez serię zdecydowanych chińskich kontrataków.
Chińczycy ściągnęli posiłki z 83 Korpusu i elitarnej 87 Dywizji, w tym artylerię, czołgi i samochody pancerne. Następnie zaatakowali japoński przyczółek manewrem okrążającym, zadając poważne straty Japończykom, którzy wysłali trzecią kompanię, aby wzmocnić swoją pozycję. Chińscy żołnierze na szczycie murów miejskich zaatakowali Japończyków z góry, rzucając granaty ręczne, a nawet płonące, nasączone benzyną drewno na Japończyków, których przed śmiercią uratowały jedynie serie skoncentrowanego ognia artyleryjskiego dywizji. Jedna z kompanii straciła osiemdziesięciu ze swoich osiemdziesięciu ośmiu ludzi, w tym dowódcę, majora Ito. Chińczycy również stracili kilku oficerów i ponad 30 żołnierzy zabitych w kontratakach.

### 88 Dywizja na płaskowyżu Yuhuatai i w Bramie Zhonghua

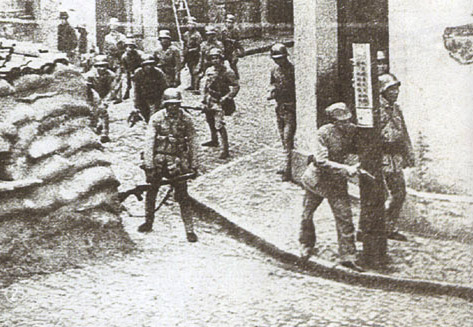
Żołnierze 88 Dywizji, których zadaniem była obrona Yuhuatai i Bramy Zhonghua. Większość z nich zginęła w bitwie

W tym samym czasie japońska 6 Dywizja szturmowała Yuhuatai, skaliste płaskowyże położone bezpośrednio przed Bramą Zhonghua po południowej stronie Nankinu. Postępy 6 Dywizji były powolne, a straty duże, ponieważ Yuhuatai zostało obwarowane jak twierdza z połączonych umocnień i okopów, wzmocnione gęstymi plątaninami drutu kolczastego, rowami przeciwpancernymi i betonowymi bunkrami. Sytuację Japończyków pogarszała obecność wyszkolonej przez Niemców 88 Dywizji, która chętnie podejmowała kontrataki, zmuszając niektóre japońskie jednostki do poświęcania więcej czasu na obronę niż na atak. Chińscy obrońcy, dostrzegając znaczenie Yuhaitai, rozmieścili tam 527. i 528 Pułk, zapewniając taktyczne wsparcie artyleryjskie dwoma kompaniami artylerii. Za Yuhuatai znajdowała się Brama Zhonghua w Nankinie, na której 88 Dywizja umieściła swoich ledwo przeszkolonych nowych rekrutów.
Japończycy zaatakowali 88 Dywizję 10 grudnia, ale ponieśli ciężkie straty, ponieważ musieli walczyć na pagórkowatym terenie pokrytym przeszkodami z drutu kolczastego i dobrze rozmieszczonymi gniazdami karabinów maszynowych. Obrońcy często walczyli do ostatniego człowieka, a japońscy żołnierze zauważyli, że wiele chińskich bunkrów zostało zamkniętych łańcuchami od zewnątrz, aby uniemożliwić ucieczkę ich załogom. Japończycy mieli również problemy z posuwaniem się zbyt szybko i omijaniem grupek ocalałych chińskich żołnierzy, którzy następnie otwierali ogień na ich flanki i tyły. 88 Dywizja również napotkała wiele trudności, ponieważ połowa walczących w jej szeregach  była niedoświadczonymi rekrutami, a niemal cały jej wyszkolony korpus oficerski zginął w czasie walk w Szanghaju. Ponadto chińskie obsługi dział niechętnie udzielały skutecznego wsparcia artyleryjskiego, tłumacząc to strachem przed narażeniem swoich pozycji na ostrzał.
11 grudnia Japończycy, sfrustrowani brakiem postępów w pobliżu Bramy Oświecenia, zaatakowali Bramę Zhonghua. Japońskie samoloty rozgromiły chińskie siły przed bramą, zmuszając je do wejścia do środka, a japońska piechota deptała im po piętach. Kiedy około 300 japońskim żołnierzom udało się przebić przez mur, Chińczycy zmobilizowali wszystkie dostępne siły i wyparli ich z powrotem za miasto. Pod koniec nocy 88 Dywizja została zmuszona do wycofania się za mury miasta, a wielu z jej ocalałych żołnierzy cierpiało z powodu silnego przemęczenia. Japończycy podjęli próbę infiltracji za pomocą „eskadry samobójców” niosącej wybuchowy kwas pikrynowy do Bramy Zhonghua, aby wybić w niej dziurę, ale grupa zgubiła się w porannej mgle i nie dotarła do murów.
Rano 12 grudnia Japończycy zaczęli ostrzeliwać Bramę Zhonghua ogniem artylerii polowej i czołgów. Chińscy żołnierze, którzy pozostali na posterunkach poza bramą, próbowali wycofać się z powrotem na mury miejskie, ale prawie wszyscy zostali zabici, zanim zdążyli do nich dotrzeć. Do południa Yuhuatai zostało zdobyte, a praktycznie wszyscy żołnierze broniącej tego obszaru 88 Dywizji zginęli, w tym trzech z czterech dowódców pułków i obaj dowódcy brygad, lecz Japończycy również ponieśli w tej walce ciężkie straty, sięgające ok. 2240 żołnierzy, w tym 566 zabitych, według ich własnych zapisów.

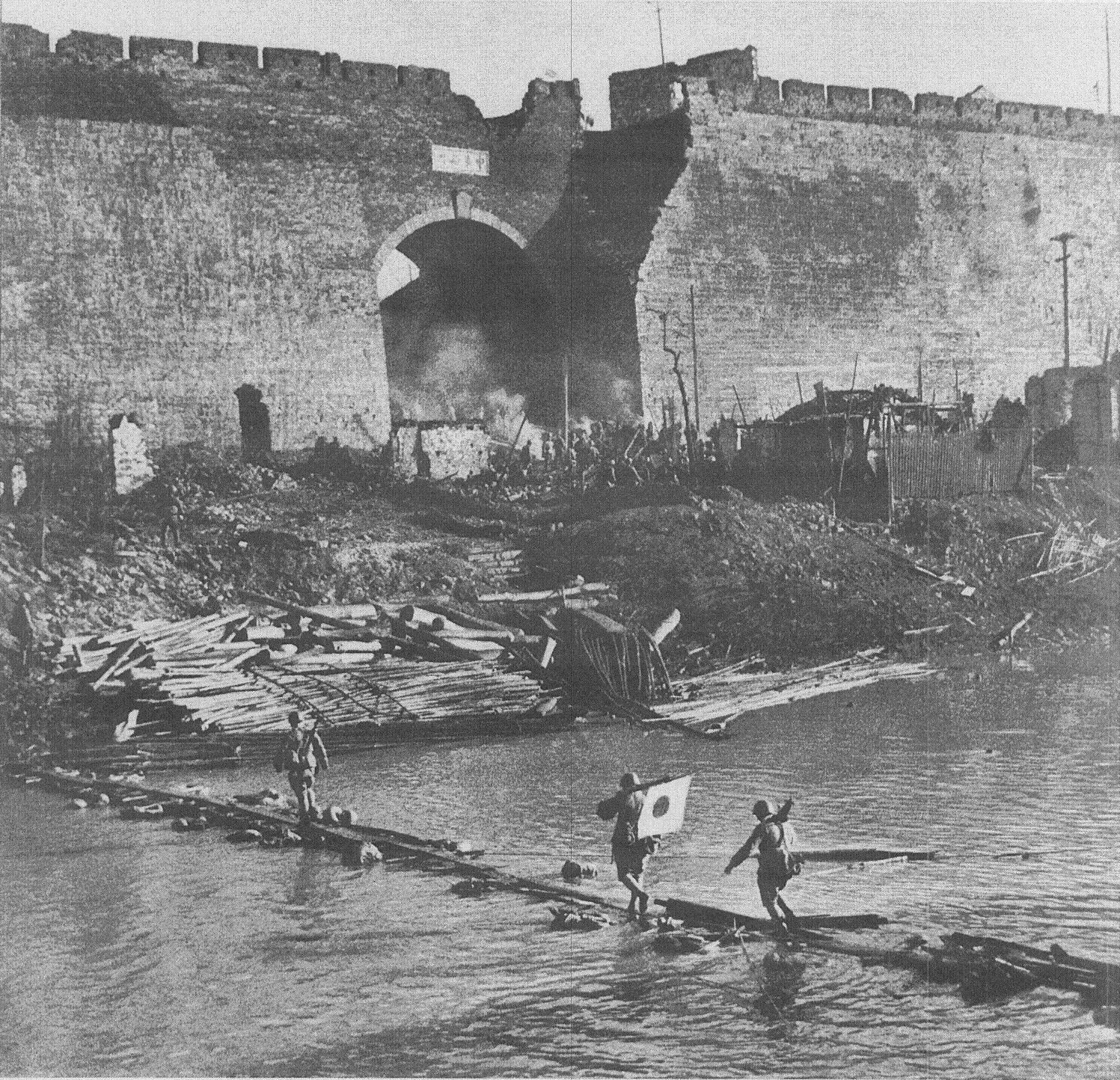
Japońscy żołnierze przekraczający fosę w pobliżu Bramy Zhonghua

W południe 12 grudnia oddział sześciu japońskich żołnierzy przedostał się przez fosę w małej łodzi i próbował wspiąć się na mur przy Bramie Zhonghua za pomocą bambusowej drabiny, ale został zabity przez ogień karabinów maszynowych, zanim dotarł do muru.

### Przełamanie linii murów miejskich Nankinu
Po powrocie do Bramy Guanghua Japończycy próbowali uwolnić swoich oblężonych w środku towarzyszy i po dwóch próbach udało im się połączyć siły. Następnie doszło do pojedynku artyleryjskiego między obiema stronami, który trwał przez cały dzień 12 grudnia. Podczas pojedynku zabłąkany pocisk zerwał linię telefoniczną chińskiej 87 Dywizji, przerywając ich łączność z tyłami.
Obciążeni mgłą wojny dowódcy 87 Dywizji byli zaniepokojeni, gdy zauważyli, że ich towarzysze z kantońskiego 83 Korpusu porzucają swoje pozycje, ale nie wycofali się natychmiast ze względu na wcześniejsze rozkazy i dlatego, że Nankin stał się nowym domem dla wielu żołnierzy dywizji, którzy pochodzili z terenów zajętych przez Japończyków. Po nocnych naradach 87 Dywizja, która straciła już 3000 żołnierzy, porzuciła swoje pozycje przy Bramie Oświecenia o 2:00 w nocy 13 grudnia, aby wycofać się na nabrzeże Xiaguan, pozostawiając około 400 najciężej rannych, którzy nie mogli iść o własnych siłach.
Japończycy, zauważywszy słabnący opór Chińczyków, wspięli się na bramę miasta około 4:00 rano i odkryli, że jest prawie pusta. Zabili nielicznych chińskich żołnierzy, którzy pozostali w okolicy i podnieśli flagę z symbolem wschodzącego słońca, wiwatując „Banzai!”. Według własnych zapisów 36 Pułk stracił około 257 lub 275 zabitych i 546 rannych w bitwie o Nankin, przy czym większość ofiar padła w walkach pod miastem Chunhua i pod Bramą Guanghua.

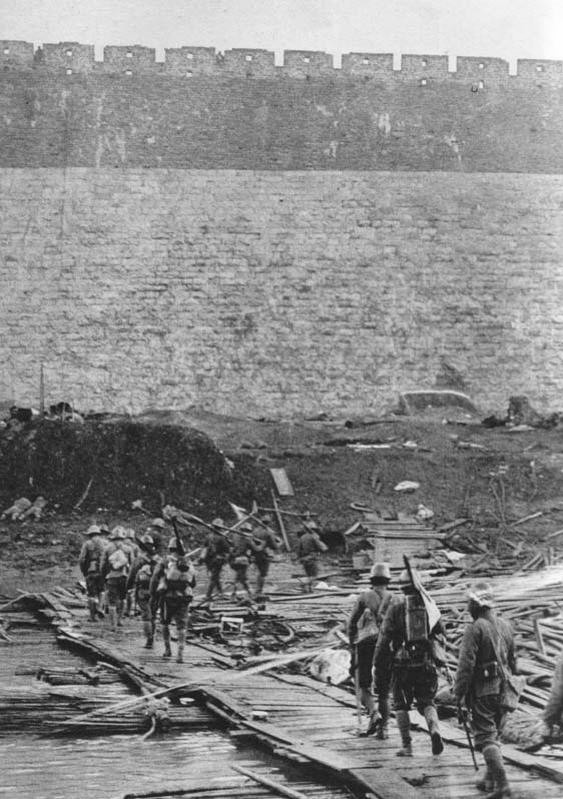
Japońscy żołnierze przechodzą przez fosę pod murami miasta Nankin

W pobliżu Bramy Zhonghua dwa japońskie pułki zostały przygwożdżone przez chiński ogień i moździerze na szczycie bramy. Aby ukryć swoje ruchy, japoński zespół podpalił bramę, by stworzyć zasłonę dymną, a do godziny 17:00 coraz więcej japońskich żołnierzy przekraczało fosę i atakowało Bramę Zhonghua, pokonując prowizoryczne mosty tak chwiejne, że ich inżynierowie musieli trzymać je w górze własnymi ciałami. Japońska artyleria tłumiła chińskich obrońców ze szczytów Yuhaitai i oddała tak wiele strzałów w mury miasta, że ich część się zawaliła. Japończycy zdobyli bramę przez ten wyłom i przy wsparciu artylerii odparli wszystkie chińskie kontrataki, zabezpieczając Bramę Zhonghua do zapadnięcia zmroku. Tymczasem, tuż na zachód od Bramy Zhonghua, inni żołnierze, również z 10 Armii, przełamali się przez chińskie linie na mokradłach na południe od Bramy Shuixi i rozpoczęli gwałtowny atak na bramę przy wsparciu czołgów.
W szczytowym momencie bitwy Tang Shengzhi poskarżył się Czangowi, że nasze straty są ogromne i walczymy z metalem, mając jedynie ciało i krew, ale to, czego Chińczykom brakowało w sprzęcie, nadrabiali zaciekłością, z jaką walczyli, częściowo z powodu surowych rozkazów, według których żaden człowiek ani oddział nie miał prawa wycofać się ani o krok bez pozwolenia. W trakcie bitwy około 1000 chińskich żołnierzy zostało zastrzelonych przez innych członków własnej armii za próbę wycofania się bez rozkazu.

### Ataki na USS „Panay” i brytyjskie statki
Rankiem 12 grudnia amerykańska kanonierka USS „Panay” eskortowała trzy tankowce Standard Oil Company na rzece Jangcy z dala od strefy działań wojennych. Statek był wyraźnie oznaczony dwiema dużymi amerykańskimi flagami namalowanymi na płóciennych markizach, a także inną płócienną flagą powiewającą na dziobie.

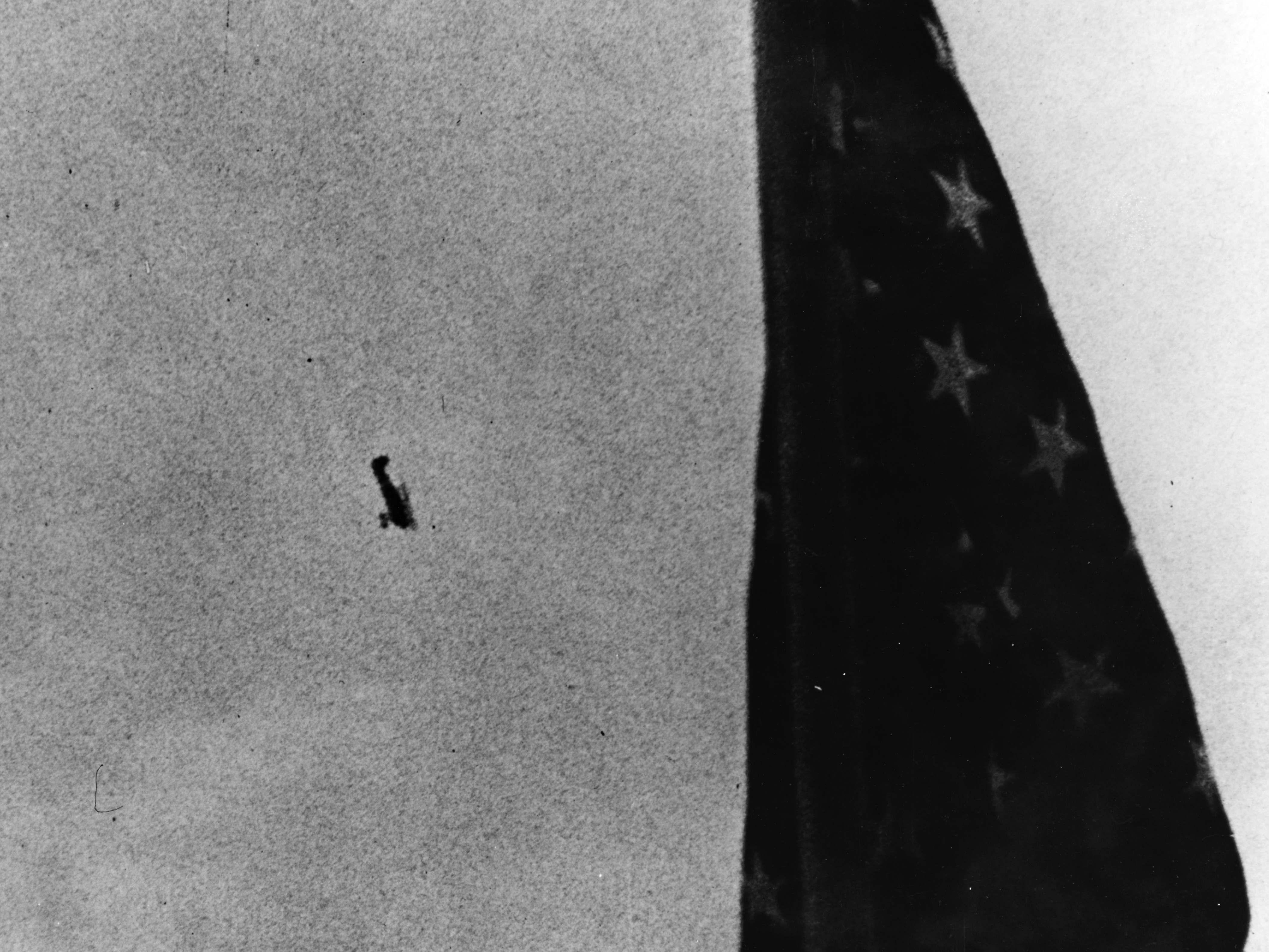
Japońskie samoloty atakujące USS „Panay”, sfilmowane przez Normana Alleya i Erica Mayella

USS „Panay” znajdował się ok. 45 km w górę rzeki od Nankinu, gdy samoloty japońskiej marynarki dowodzone przez por. Shigeharu Muratę (który później dowodził eskadrami bombowców torpedowych w ataku na Pearl Harbor) ostrzelały i zbombardowały kanonierkę. Pierwsza bomba uszkodziła przednie działo i złamała przedni maszt. Kilka myśliwców A4N również ostrzelało statek z karabinów maszynowych. Po dwudziestu minutach ciągłego bombardowania i ostrzeliwania, „Panay” stanął w płomieniach trafiony dwoma bombami i przechylił się na prawą burtę. Trzy inne tankowce zostały wyrzucone na brzeg rzeki.
Załoga i cywile na pokładzie USS „Panay”, z których zdecydowana większość została ranna w ataku, ewakuowali się z tonącego statku w dwóch łodziach. Dwóch kamerzystów z kroniki filmowej na pokładzie było w stanie sfilmować fragmenty ataku, w pewnym momencie uchwycając japońskie samoloty przelatujące tak blisko statku, że widoczne były twarze pilotów.

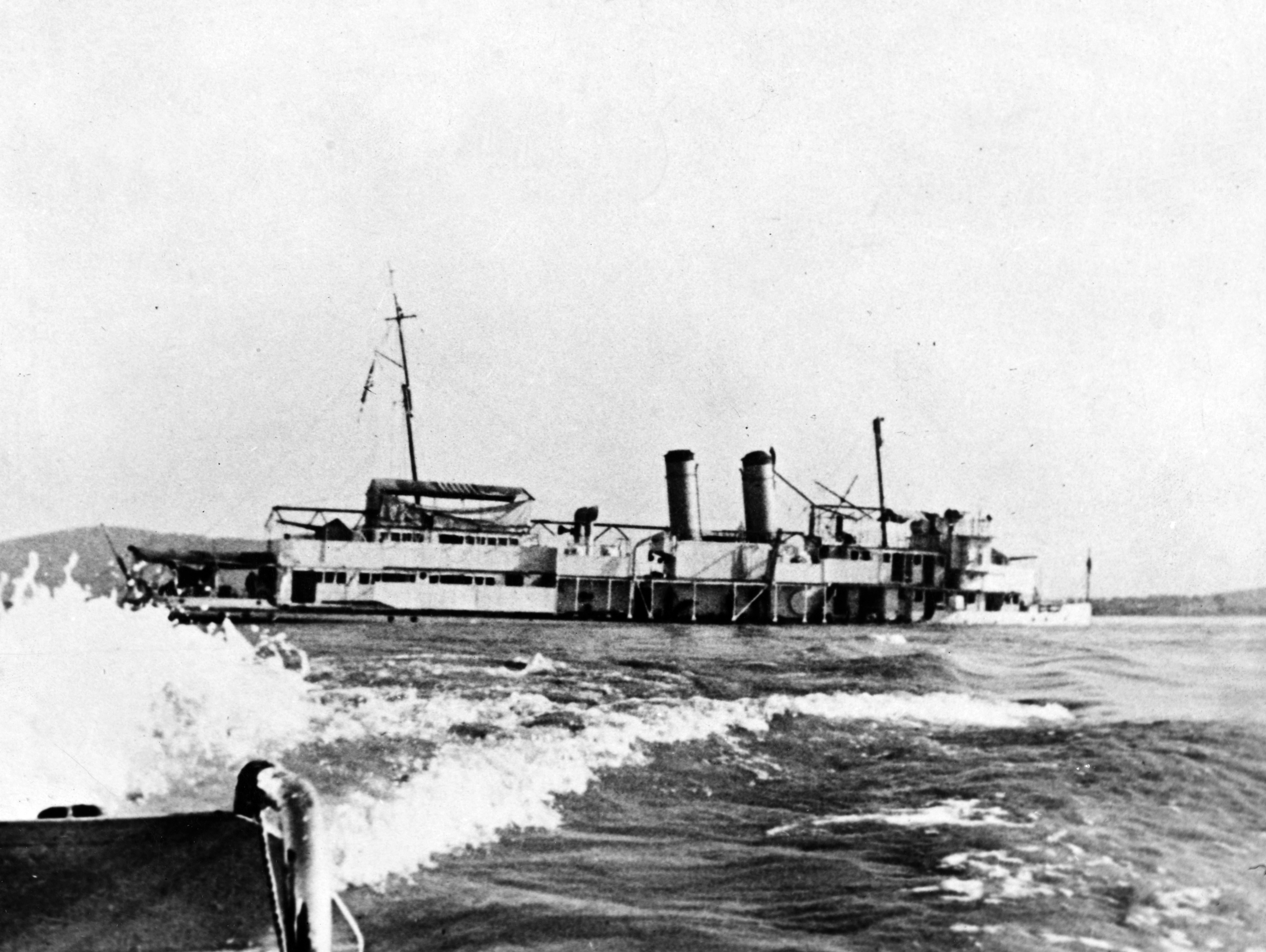
USS „Panay” tonie na rzece Jangcy

Załoga i pasażerowie ukryli się w trzcinach pobliskiej wyspy i byli świadkami, jak przepływająca japońska łódź motorowa ostrzelała tonący statek, po czym na krótko żołnierze weszli na jego pokład; w tym czasie amerykańska flaga wciąż powiewała na dziobie. O 15:54 USS „Panay” przewrócił się na prawą burtę i zatonął. Ocaleni udali się następnie do pobliskiej wioski, gdzie część rannych zmarła wskutek odniesionych ran. W ataku zginęło dwóch członków załogi i jeden cywil, a 43 członków załogi i pięciu cywilów zostało rannych.
Ponadto trzy statki towarzyszące USS „Panay”, tankowce rzeczne Standard Oil „Mei Ping”, „Mei Hsia” i „Mei An”, również zostały trafione i poważnie uszkodzone. Trójka statków ewakuowała około 800 chińskich pracowników Standard Oil i ich rodziny i prawdopodobnie poniosła duże straty podczas japońskiego nalotu.
Piloci odpowiedzialni za atak na USS „Panay” tego samego dnia zbombardowali również brytyjski statek SS „Wantung”.

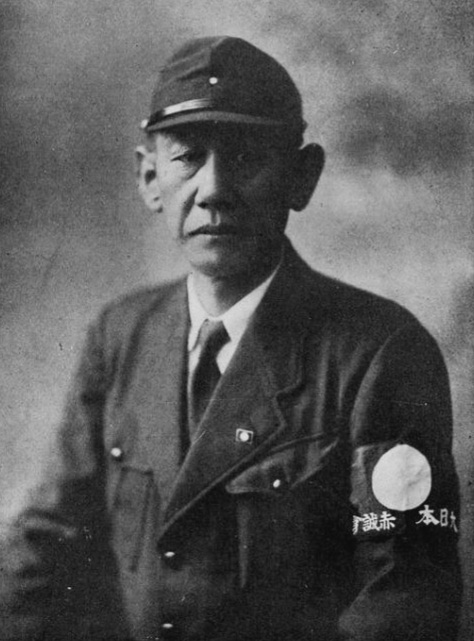
Płk Kingoro Hashimoto, który wydał rozkaz ostrzelania USS „Panay” i kilku brytyjskich statków

Stacjonujący w pobliżu oficer Cesarskiej Armii Japońskiej, płk Kingoro Hashimoto, założyciel jednego z prawicowych tajnych stowarzyszeń w Japonii, również wydał rozkaz ostrzału USS „Panay”, gdy ten już tonął, a także kilku brytyjskich statków, których przynależność znał, w tym SS „Scarab” i HMS „Cricket”.
Po otrzymaniu skarg, że statki wyraźnie eksponowały brytyjską flagę, Hashimoto odpowiedział: Nie uznaję żadnej flagi poza moją własną. Hashimoto wydał również rozkaz swoim oddziałom piechoty i artylerii, aby ostrzeliwały wszystkie statki na Jangcy niezależnie od narodowości.

### Upadek garnizonu w Nankinie

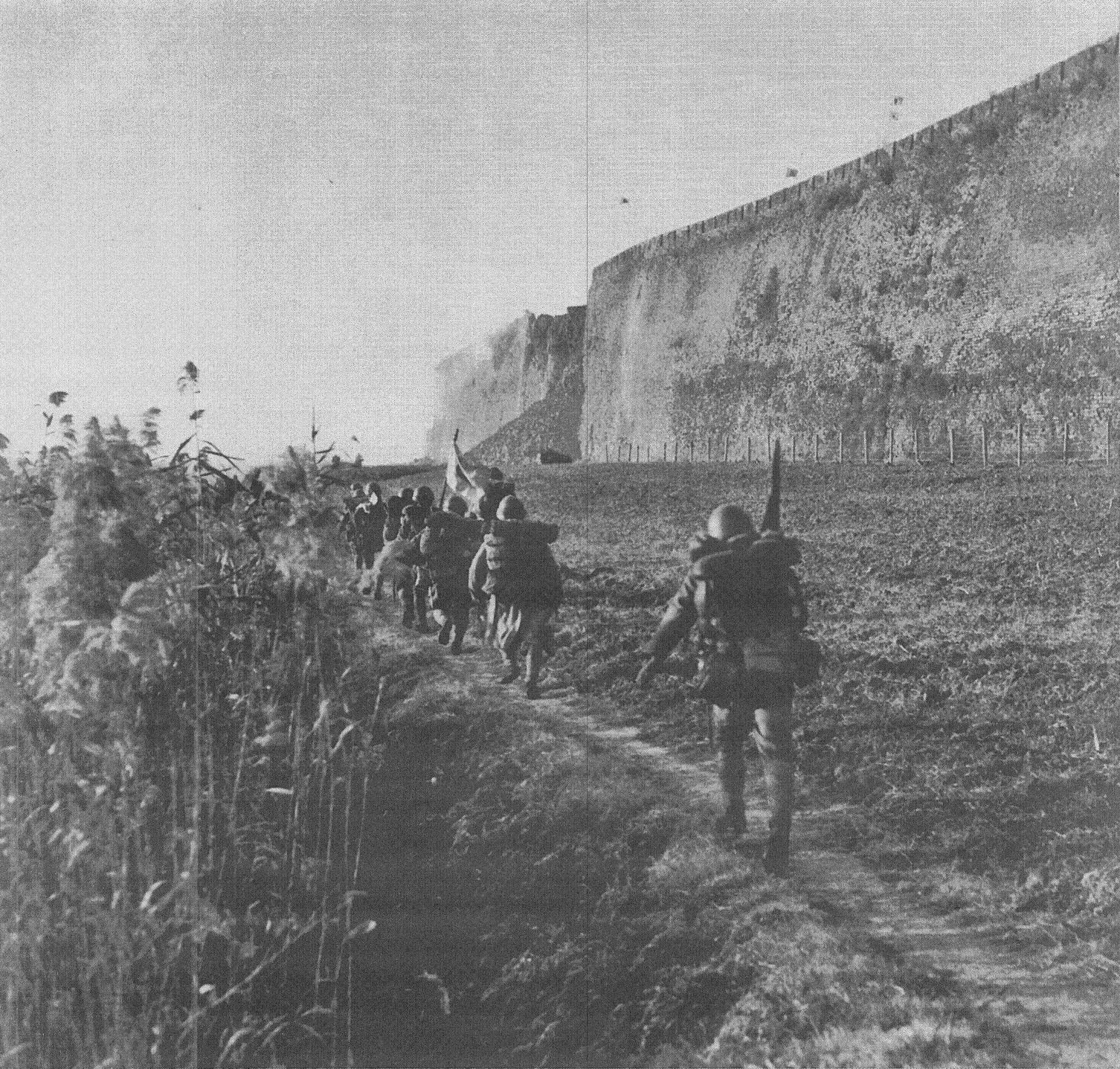
Japońskie wojska szturmują świeżo wybity otwór w murze Nankinu w pobliżu Bramy Zhongshan

Po ponownym wkroczeniu do Nankinu Japończycy zyskali przewagę nad mocno osłabionymi i otoczonymi chińskimi obrońcami. 12 grudnia 16 Dywizja zdobyła drugi szczyt Zijinshan i z tego punktu obserwacyjnego prowadziła ogień artyleryjski na Bramę Zhongshan, gdzie nagle zawaliła się duża część muru. Po zachodzie słońca pożary na Zijinshan, które wymknęły się spod kontroli, były widoczne nawet z Bramy Zhonghua na południu, która została całkowicie zajęta przez japońską 6. i 114 Dywizję w nocy z 12 na 13 grudnia.

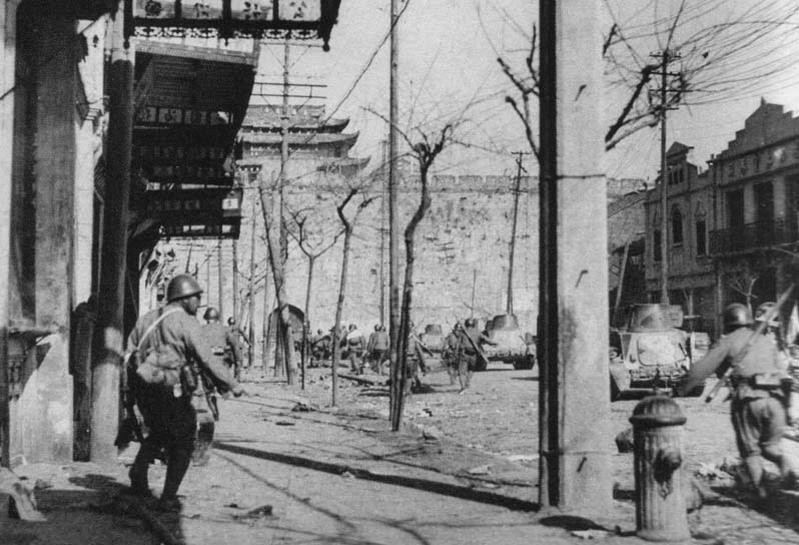
Japońskie tankietki Typ 94 Te-Ke i piechota atakują Bramę Zhongshan

Japończycy nie byli świadomi tego, że Czang Kaj-szek nakazał już Tangowi porzucenie obrony miasta. Pomimo wcześniejszej obietnicy wytrwania w Nankinie do gorzkiego końca, Czang 11 grudnia wysłał telegraficznie rozkaz do Tanga, aby ten opuścił miasto. Tang przygotowywał się do tego następnego dnia, 12 grudnia, ale zaskoczony nasilonym atakiem Japończyków, w ostatniej chwili podjął gorączkową próbę zawarcia tymczasowego zawieszenia broni z Japończykami za pośrednictwem obywateli Niemiec Johna Rabego i Eduarda Sperlinga. Dopiero gdy stało się jasne, że negocjacje nie zostaną zakończone na czas, Tang w końcu pozwolił na opracowanie planu, który zakładał, że wszystkie jego jednostki rozpoczną skoordynowane wyrwanie się z japońskiego okrążenia. Pozostali przy życiu obrońcy mieli rozpocząć atak pod osłoną nocy o 23:00, a następnie zebrać się w Anhui. Tuż po 17:00 12 grudnia Tang zorganizował przekazanie tego planu wszystkim jednostkom, a następnie przekroczył rzekę Jangcy, uciekając przez miasto Pukou na przeciwległym brzegu rzeki mniej niż 24 godziny przed zajęciem go przez japoński Oddział Kunisakiego.
Jednak w momencie, gdy Tang wymknął się z miasta, całe Siły Garnizonowe Nankinu szybko się rozpadały, a niektóre jednostki znajdowały się w otwartym odwrocie. Ponadto kontakt z wieloma jednostkami (takimi jak 87 Dywizja) został już utracony, a niektóre nigdy nie otrzymały wiadomości od Tanga i dlatego nadal utrzymywały swoje pozycje zgodnie z poprzednimi rozkazami. Jednak nawet te, które otrzymały rozkazy od Tanga, napotkały ogromne trudności w przebijaniu się przez japońskie linie.

### Próby przebicia się chińskich jednostek
Zgodnie z rozkazami Tanga, kantoński 66 Korpus pod dowództwem Ye Zhao i elementy 83 Korpusu pod dowództwem Deng Longguanga zebrały siły, aby przebić się przez japońskie linie, wykorzystując lukę na wschodzie, co było niezwykle trudnym zadaniem w tych okolicznościach. Po wyjściu z Bramy Taiping wojska armii kantońskiej musiały przejść przez własne i japońskie pola minowe, a następnie przez tereny wiejskie korzystając z wcześniej zaplanowanych dróg ucieczki. Pomimo unikania dróg i japońskich patroli pancernych, wojska kantońskie zmuszone były do odpierania wielu ataków japońskich jednostek i poniosły wiele strat, w tym dwóch szefów sztabu dywizji. Po trzydniowej wędrówce przez zdewastowane wsie, ocaleni z dwóch korpusów przegrupowali się w Ningguo na południe od Nankinu, po czym zostali wysłani dalej na południe. Z 12 500 ludzi służących w dwóch korpusach na początku bitwy, tylko ok. 3000–4000 wydostało się z Nankinu . Według Ye Zhao, 159. i 160 Dywizja jego 66 Korpusu miała nadal ponad 7800 oficerów i żołnierzy po wydostaniu się ze stolicy.
Jedną z niewielu jednostek, której udało się uciec z Nankinu w całości, była chińska 2 Armia dowodzona przez Xu Yuanquana, rozlokowana tuż na północ od Nankinu. Chociaż Xu nigdy nie otrzymał rozkazu Tanga o zaprzestaniu obrony, w nocy 12 grudnia dowiedział się, że Nankin został zdobyty, więc postanowił wycofać się z własnej woli. Po zdobyciu około 20 prywatnych statków z wyprzedzeniem, 2 Armia zdołała ewakuować 11 851 oficerów i żołnierzy, wszystkich z wyjątkiem 5078 już utraconych w bitwie, przez rzekę Jangcy tuż przed zablokowaniem drogi przez japońskie jednostki morskie . Ponadto około 5000 żołnierzy i oficerów 74 Korpusu zostało pomyślnie ewakuowanych przez rzekę, ponieważ na czas zabezpieczyli dla siebie łódź.
Inne jednostki miały znacznie mniej szczęścia. Około świtu 13 grudnia inna część 74 Korpusu została zniszczona podczas próby przełamania japońskich linii wzdłuż rzeki Jangcy na południe od Nankinu. Według raportu bojowego 51 Dywizji, jednostka straciła 4070 zabitych i 3785 rannych w walkach o Nankin.
Spośród 1000–2000 żołnierzy 103 Dywizji z byłej Armii Guizhou, tylko 500 żołnierzy zdołało się przedrzeć. 112 Dywizja Armii Północno-Wschodniej była jeszcze w gorszym stanie, tylko 60 żołnierzy z tej jednostki zdołało przekroczyć Jangcy. Nankińska policja, która również brała udział w bitwie w sile ponad 6000 ludzi, miała ich już tylko 840 po wydostaniu się z miasta; pozostałych 5160 uznano za zabitych.
Ze względu na chaotyczny charakter ewakuacji z miasta, tylko od 3000 do 4000 żołnierzy z 36 Dywizji i 2400 ludzi z jednostek żandarmerii wojskowej zdołało przekroczyć Jangcy zgodnie z planem, co stanowiło mniej więcej połowę ich sił. Według własnego raportu z bitwy, 78 Korpus (składający się z 36 Dywizji i uzupełniającej brygady) wziął udział w bitwie w sile 11 967 żołnierzy i stracił 228 zabitych, 285 rannych i 6673 zaginionych. Do końca grudnia 78 Korpus przyjął 4937 oficerów i żołnierzy. Niektórzy z jej żołnierzy stopniowo powracali do służby na początku 1938 roku po prześlizgnięciu się przez japońskie linie, ponieważ liczba zaginionych w statystykach strat 78 Korpusu w kampanii szanghajsko-nankińskiej wynosiła aż 5964. Żandarmeria wojskowa uczestniczyła w bitwie w sile 5452 oficerów i żołnierzy, tracąc 794 zabitych, 56 rannych i 2184 zaginionych. Według spisu strat sporządzonego przez Kwaterę Główną Żandarmerii 1 lipca 1939 roku, 3097 jej ludzi zginęło, a 14 zostało ciężko rannych w bitwie o Nankin.
Z powodu dużych strat w walce i bliskości linii frontu, tylko od 1000 do 2000 żołnierzy z 88 Dywizji uciekło przez rzekę , podobnie jak kolejny tysiąc żołnierzy z Dywizji Szkoleniowej. Sun Yuanliang, dowódca 72 Korpusu i 88 Dywizji, twierdził w swoich pamiętnikach, że pod koniec marca 1938 roku poprowadził 600 swoich ludzi do Wuhan. Zastępca dowódcy Zhou Zhenqiang wspominał, że Dywizja Szkoleniowa przyjęła w swoje szeregi 4000 oficerów i żołnierzy po przekroczeniu rzeki. 87 Dywizja, która przybyła na nabrzeże Xiaguan o wiele za późno z około 3000 ludzi, miała tylko 300 ocalałych. Yu Jishi zgłosił przyjęcie 500 ocalałych i 400 karabinów z 87 Dywizji.
Podczas bitwy o Nankin twierdze Zhenjiang i Jiangning wymieniały ogień z Cesarską Marynarką Wojenną Japonii do 12 grudnia, ostatecznie padając 13 grudnia po poniesieniu ciężkich strat w wyniku połączonych ataków piechoty, samolotów i dział okrętowych. Wszystkie działa i większość ich wyposażenia zostały zniszczone lub porzucone, a ponad 1000 obrońców zostało zabitych, rannych lub zaginęło.

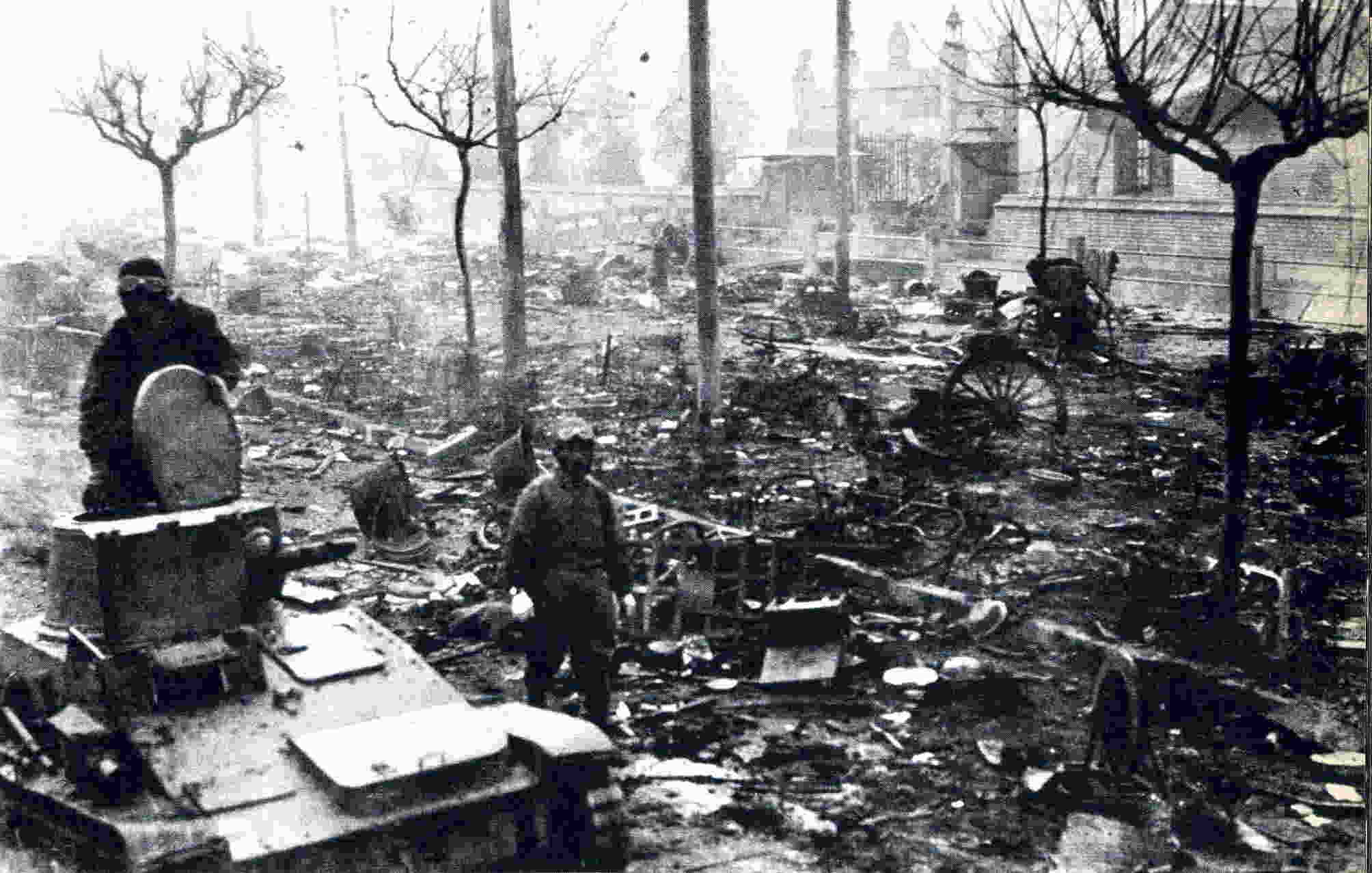
Gruz na ulicy Zhongshan w Nankinie

Być może najgorsze momenty bitwy miały miejsce na północno-zachodnich przedmieściach miasta i w samym porcie Xiaguan. W Bramie Yijiang ogromny tłum uciekających chińskich żołnierzy i cywilów z południowej strony Nankinu został gwałtownie wtłoczony w wąskie przejście. Tylko połowa bramy była otwarta, co w połączeniu z gęstością tłumu i paniką utworzyło śmiertelne wąskie gardło, w wyniku którego setki osób zostało zmiażdżonych lub stratowanych na śmierć, w tym pułkownik Xie Chengrui z Dywizji Szkoleniowej. Do zamieszania przyczyniły się oddziały zaporowe 36 Dywizji rozmieszczone na szczycie bramy, które nie otrzymały wiadomości o nowych rozkazach Tanga i mylnie wzięły żołnierzy w tłumie za dezerterów, otwierając do nich ogień. W trakcie bratobójczego starcia między Chińczykami sytuację jeszcze bardziej pogorszył japoński czołg, który zaatakował chińskie oddziały zaporowe około godziny 21:00, miażdżąc po drodze wiele osób, aż nie został zniszczony granatem.
Ci, którzy dotarli do Xiaguan, stanęli w obliczu „niewyobrażalnego chaosu”, ponieważ w wyniku wcześniejszych rozkazów Tanga wystąpił poważny niedobór łodzi, a znaczna część portu została podpalona przez japońskie bombardowanie. W rezultacie tłum często walczył o wejście na pokład kilku zaledwie dostępnych łodzi, co skutkowało tak dużym ich przeciążeniem, że niektóre z nich zatonęły w połowie 2-kilometrowego odcinka, jakie miały do przebycia. Ci, którzy budowali improwizowane tratwy, rzadko z sukcesem przeprawiali się przez rzekę, ponieważ ich prowizoryczne łodzie często rozpadały się w wodzie. Wielu chińskich żołnierzy, którzy nie mogli dostać się na łódź, spłynęło w dół po wzburzonych i lodowatych wodach Jangcy, trzymając się kłód, mebli i kawałków drewna, chociaż większość z nich została szybko pochłonięta przez rzekę lub wcześniej zamarzła na śmierć w lodowatej, grudniowej wodzie. Po południu 13 grudnia Japończycy praktycznie zakończyli okrążanie Nankinu, a patrole i marynarze na okrętach wojennych zaczęli strzelać do żołnierzy i cywilów przeprawiających się przez Jangcy z obu stron rzeki. Inni, którzy to widzieli, zawrócili do miasta w rozpaczy.
Wielu z tych dziesiątek tysięcy chińskich żołnierzy, którzy nie mogli uciec z miasta, zrzuciło mundury i broń, przebierając się w cywilne ubrania, często kradnąc je przechodniom, a następnie rozpaczliwie szukali schronienia w Nankińskiej Strefie Bezpieczeństwa, mieszając się z cywilami.
Amerykański dziennikarz F. Tillman Durdin był świadkiem całkowitego rozbierania się armii, co było niemal komiczne'. Broń została porzucona wraz z mundurami, a ulice były pokryte bronią, granatami, mieczami, plecakami, płaszczami, butami i hełmami […] Przed Ministerstwem Komunikacji i na przestrzeni dwóch przecznic dalej ciężarówki, artyleria, autobusy, samochody sztabowe, wozy, karabiny maszynowe i broń ręczna zostały wyrzucone jak na złomowisku.

## Masakra nankińska

### „Operacje oczyszczające”: masowe egzekucje więźniów

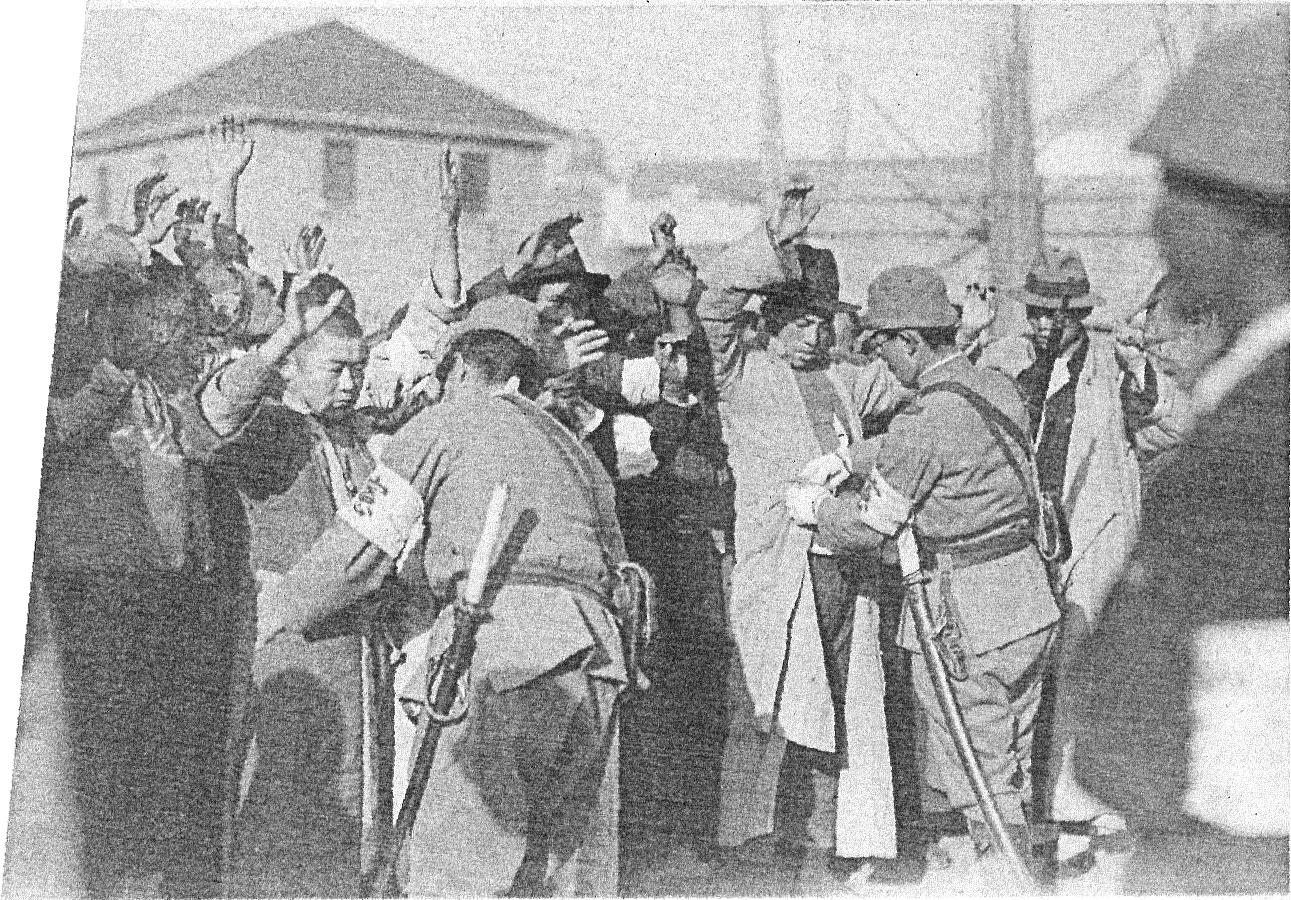
Oficerowie Kempeitai przeszukujący chińskich mężczyzn

Do późnego poranka 13 grudnia wszystkie główne bramy miasta zostały zdobyte przez Japończyków. Walki w Nankinie nie zakończyły się jednak w nocy z 12 na 13 grudnia, kiedy japońska armia zdobyła pozostałe bramy i opanowała miasto. Podczas „operacji oczyszczających” w Nankinie przez kilka kolejnych dni Japończycy kontynuowali tłumienie sporadycznego oporu ze strony pozostałych na miejscu chińskich sił. Chociaż Mufushan, tuż na północ od Nankinu, zostało zdobyte przez japoński Oddział Yamady bez większego oporu rankiem 14 grudnia, strefy oporu poza miastem utrzymywały się jeszcze przez kilka dni.
Miesiące walk nauczyły chińskich obrońców, by nie spodziewali się litości, jeśli zostaną schwytani przez Japończyków, a wielu z tych, którzy pozostali w mieście, rozpaczliwie szukało drogi ucieczki, zanim będzie za późno. Niektóre jednostki, takie jak te z armii kantońskiej, miały szczegółowe plany wyznaczające trasę wyjścia z Nankinu. W rezultacie setki, a może tysiące chińskich maruderów zdołało prześlizgnąć się przez japońskie linie, grupami lub indywidualnie. Jednakże większość z pozostałych w mieście chińskich żołnierzy nigdy nie dowiedziała się o tych planach i pozostała w mieście, gdzie czekała ich niemal pewna śmierć.
W międzyczasie japońskie oddziały w Nankinie, pod pretekstem wyeliminowania resztek oporu, rozpoczęły dokładne przeszukiwanie każdego budynku w mieście w poszukiwaniu chińskich żołnierzy, często wkraczając też do Nankińskiej Strefy Bezpieczeństwa Japońskie oddziały próbowały identyfikować byłych żołnierzy, sprawdzając, czy mają ślady na ramionach od noszenia plecaka lub karabinu. Jednak stosowane przez nich kryteria były często arbitralne, jak w przypadku jednej japońskiej kompanii, która zatrzymywała wszystkich mężczyzn z odparzeniami od butów, odciskami na twarzy, wyjątkowo dobrą postawą i/lub bystrymi oczami i z tego powodu wielu cywilów nigdy nie służących w wojsku zostało złapanych razem z żołnierzami. Według George’a Fitcha, szefa YMCA w Nankinie, często zabierani są rikszarze, cieśle i inni robotnicy. Chińscy policjanci i strażacy również stawali się celem ataków, a nawet zamiatacze ulic i buddyjscy pracownicy pogrzebowi z Towarzystwa Czerwonej Swastyki zostali aresztowani w związku z podejrzeniem, że mogli być żołnierzami.

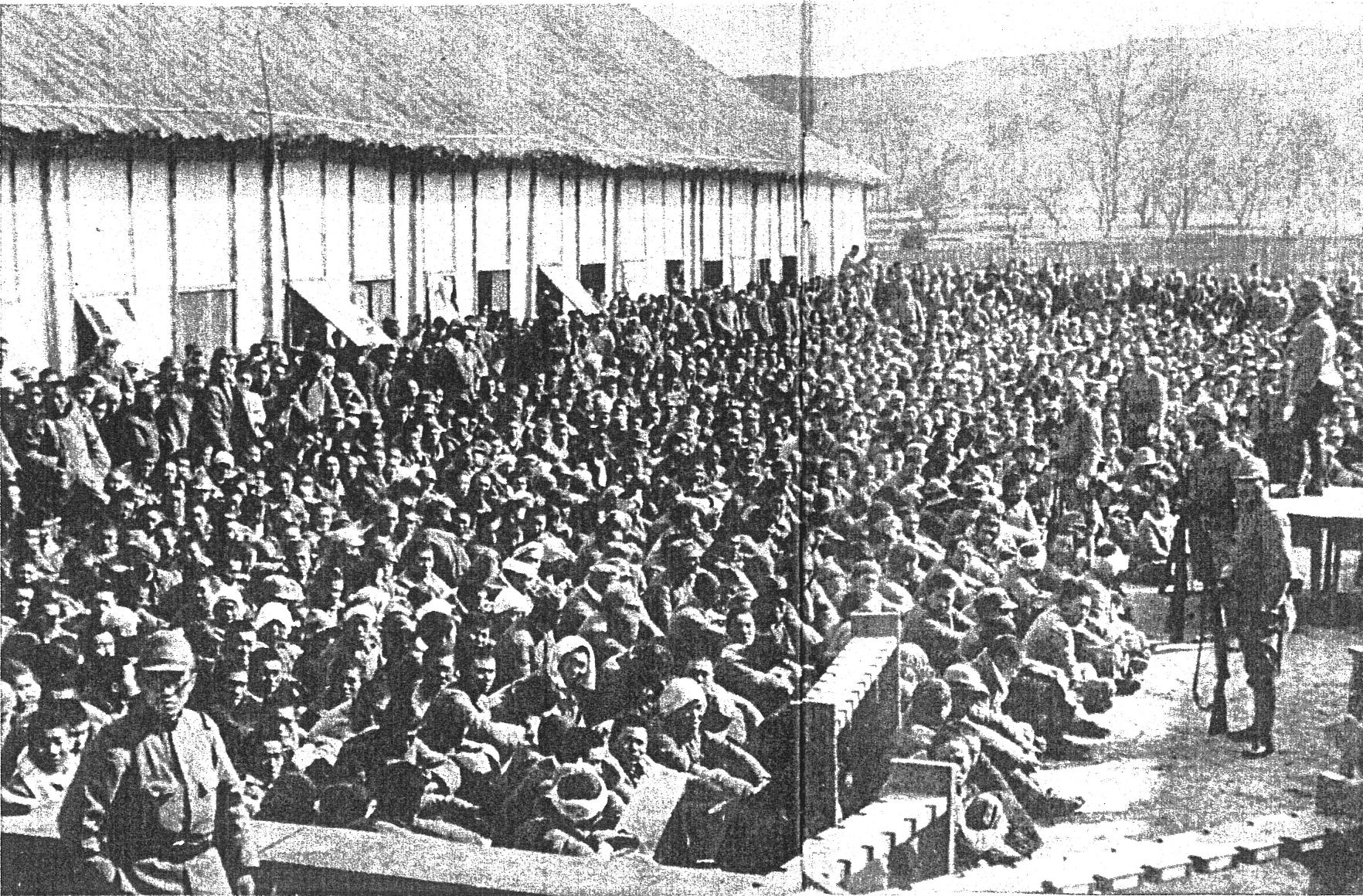
Chińscy mężczyźni złapani w „operacjach oczyszczających”. Wszyscy zostali zabici w ciągu kolejnych kilku dni, a ich ciała wrzucone do Jangcy

Chińscy więźniowie byli masowo rozstrzeliwani w czasie masowego mordu, który stał się znany jako masakra nankińska, o której zagraniczni rezydenci i dziennikarze w Nankinie poinformowali międzynarodową opinię publiczną w ciągu kilku dni od upadku miasta.
Rzezie były organizowane tak, aby zabić jak najwięcej osób w krótkim czasie, co zwykle oznaczało szeregi nieuzbrojonych więźniów koszonych ogniem karabinów maszynowych, a następnie dobijanych bagnetami lub strzałami z broni krótkiej. W jednym przypadku japońscy żołnierze z Oddziału Yamady i 65 Pułku systematycznie prowadzili grupy chińskich więźniów liczące łącznie od 17 000 do 20 000 ludzi na brzegi rzeki Jangcy w pobliżu Mufushan i rozstrzeliwali ich z karabinów maszynowych. Następnie pozbywali się zwłok, paląc je lub spłukując z prądem rzeki.
W wielu innych przypadkach więźniom ścinano głowy mieczami samurajskimi, wykorzystywano do ćwiczeń walki bagnetem lub wiązano ich razem, oblewano benzyną i podpalano. Rannych żołnierzy chińskich, którzy pozostali w mieście, zabijano na szpitalnych łóżkach, zakłuwano bagnetami, bito na śmierć pałkami lub wywlekano na zewnątrz i palono żywcem. Masakry zazwyczaj przeprowadzano na brzegach rzeki Jangcy, aby ułatwić masowe pozbywanie się zwłok.

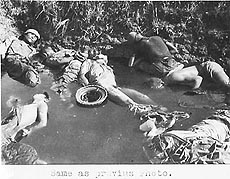
Zdjęcie Bernharda Sindberga przedstawiające staw pełen ciał straconych chińskich jeńców wojennych, którzy otrzymali fałszywe obietnice ułaskawienia od Japończyków

Wyłapywanie i masowe zabójstwa cywilów i jeńców wojennych były eufemistycznie określane w japońskich komunikatach jako „operacje oczyszczające”, w sposób podobny do tego, w jaki [później] Niemcy mieli mówić o „resocjalizacji” lub „nawracaniu” Żydów. Liczba straconych jeńców wojennych jest kwestionowana, ponieważ wielu cywilów zostało fałszywie oskarżonych o bycie byłymi żołnierzami i straconych w trybie doraźnym. Międzynarodowy Trybunał Wojskowy dla Dalekiego Wschodu, korzystając z dokładnych zapisów Komitetu Strefy Bezpieczeństwa, ustalił, że około 20 000 cywilów płci męskiej zostało zabitych z powodu fałszywych oskarżeń, że byli żołnierzami, podczas gdy kolejne 30 000 prawdziwych byłych żołnierzy zostało bezprawnie straconych, a ich ciała wrzucono do rzeki. Pojawiają się też inne szacunki: płk Uemura Toshimichi napisał w swoim dzienniku wojennym, że stracono od 40 000 do 50 000 chińskich jeńców, ale nie rozróżnia on żołnierzy i cywilów płci męskiej. Zhaiwei Sun szacuje, że po schwytaniu stracono od 36 500 do 40 000 chińskich jeńców wojennych .

### Gwałty w Nankinie

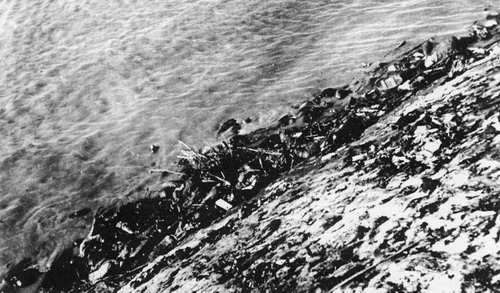
Ciała chińskich uchodźców zamordowanych przez japońskich żołnierzy na brzegach rzeki Jangcy

Obok masowych egzekucji młodych mężczyzn Japończycy dopuścili się również licznych morderstw, tortur, gwałtów, grabieży i podpaleń podczas okupacji Nankinu.
Według Międzynarodowego Trybunału Wojskowego dla Dalekiego Wschodu, całkowita liczba cywilów i jeńców wojennych zamordowanych w Nankinie i jego okolicach w ciągu pierwszych sześciu tygodni okupacji japońskiej wyniosła ponad 200 000, podczas gdy co najmniej 20 000 kobiet zostało zgwałconych, w tym dzieci i osoby starsze. Najnowsze badania szacują, że ofiarą Japończyków padło do 80 000 chińskich kobiet i dziewcząt, ponieważ wiele z nich zostało zamordowanych przez japońskich żołnierzy natychmiast po gwałcie. Szacunki całkowitej liczby ofiar masakry w Nankinie są bardzo różne, od co najmniej 40 000 do maksymalnie 430 000 .

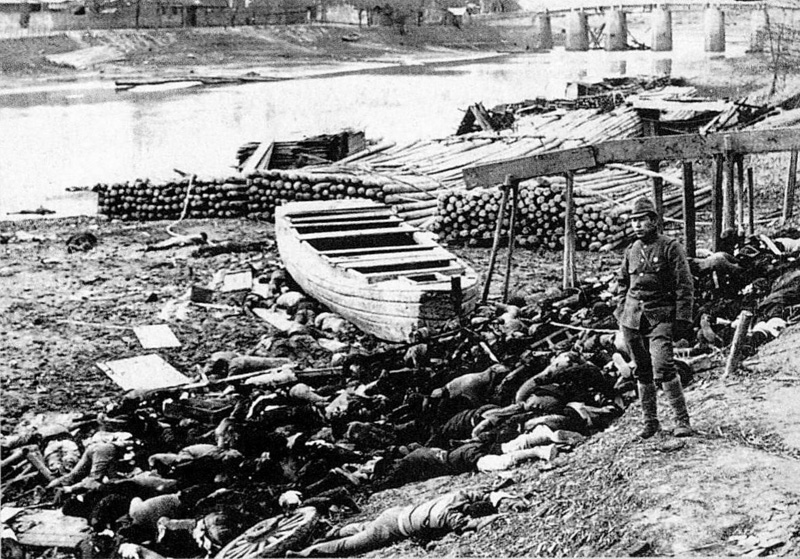
Ofiary masakry w Nankinie

Do 30 grudnia większość japońskich żołnierzy uczestniczących w bitwie opuściła Nankin, chociaż jednostki Szanghajskiej Armii Ekspedycyjnej pozostały w nim, pełniąc służbę okupacyjną i garnizonową. Komitet Samorządu Nankińskiego, nowy organ miejski utworzony z lokalnych chińskich kolaborantów, został zainaugurowany 1 stycznia 1938 roku, ale dopiero 25 lutego zniesiono wszelkie ograniczenia swobodnego przemieszczania się cywilów do i z miasta.

## Straty
Zdobycie Nankinu było szybsze i łatwiejsze, niż przewidywali to Japończycy Wyłączając Oddział Yamady, stracili oni w bitwie tylko 1558 zabitych i 4619 rannych. Najnowsze badania sugerują jednak wyższe straty Japończyków w pięciotygodniowej kampanii mającej na celu zdobycie Nankinu. Według Benjamina Lai, straty Cesarskiej Armii Japońskiej w ciągu całej kampanii szacuje się na 26 000 zabitych i rannych, przy czym 18 000 strat poniósł sam X Korpus między 6 listopada a 17 grudnia. Dodatkowo 624 zabitych i 876 rannych z japońskiej marynarki wojennej daje łącznie 27 500 japońskich ofiar w trwającej ponad miesiąc kampanii.

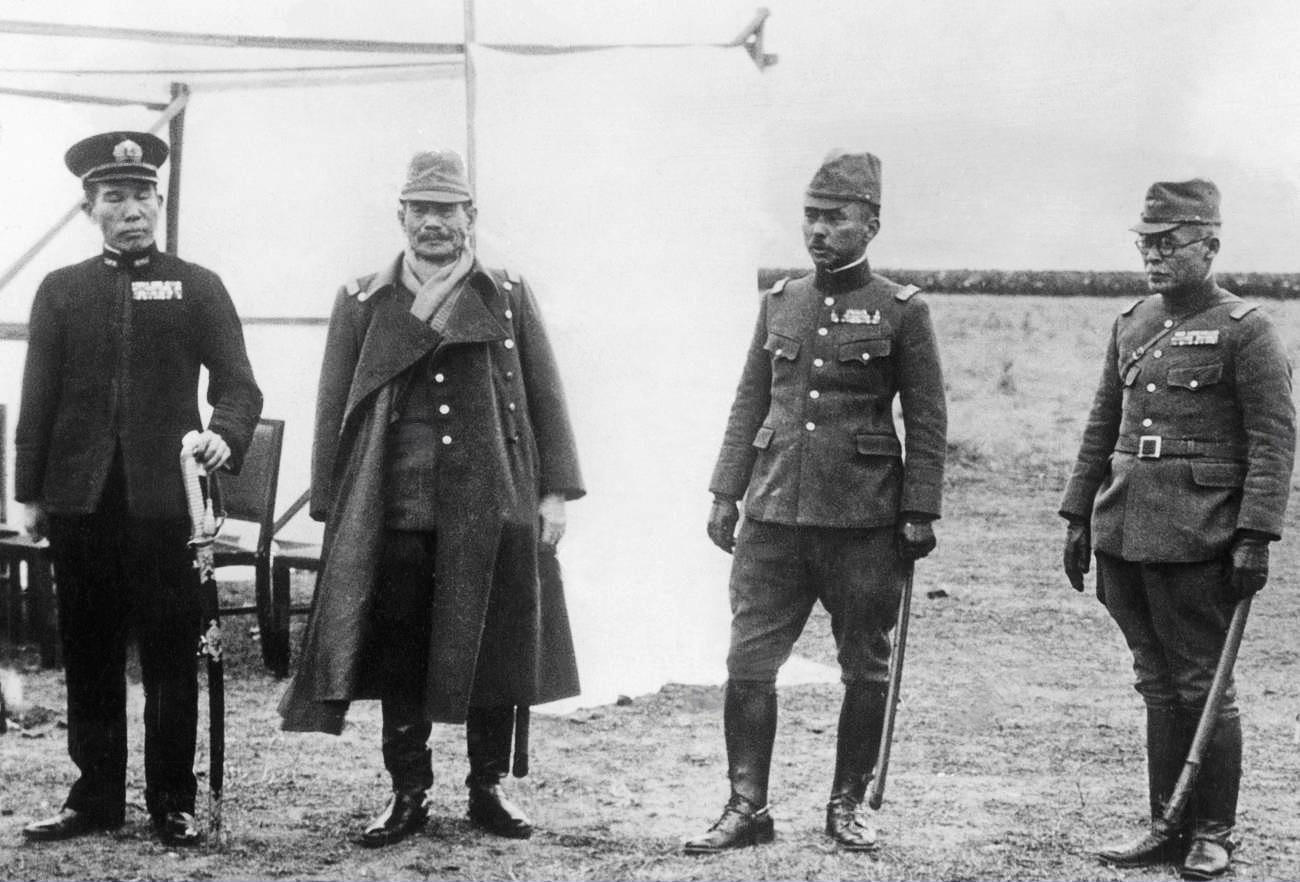
Japońscy dowódcy wojskowi: adm. Kiyoshi Hasegawa, gen. Iwane Matsui, książę Yasuhiko Asaka i Heisuke Yanagawa podczas ceremonii upamiętniającej poległych japońskich żołnierzy na lotnisku w Nankinie 13 grudnia 1937 roku

Liczba ofiar wśród Chińczyków była niewątpliwie znacznie wyższa, chociaż nie ma dokładnych danych na temat tego, ilu chińskich żołnierzy zginęło w akcji. Japończycy twierdzili, że zabili do 84 000 Chińczyków podczas kampanii w Nankinie, podczas gdy współczesne chińskie źródło twierdzi, że armia chińska poniosła 20 000 ofiar w walkach. Masahiro Yamamoto zauważył, że Japończycy zazwyczaj zawyżali liczbę ofiar przeciwnika co najmniej trzykrotnie, podczas gdy Chińczycy mieli powody, aby umniejszać skalę swoich strat. Ikuhiko Hata szacuje, że w walce podczas całej bitwy zginęło 50 000 chińskich żołnierzy, podczas gdy Jay Taylor określa tę liczbę na 70 000 i stwierdza, że proporcjonalnie do wielkości zaangażowanych sił, straty te były większe niż poniesione w bitwie o Szanghaj. Z drugiej strony, chiński badacz Sun Zhaiwei szacuje chińskie straty bojowe na 6000 do 10 000 ludzi . Korespondent „The New York Times” F. Tillman Durdin oszacował, że w samym Nankinie zginęło około 33 000 chińskich żołnierzy, w tym 20 000, którzy zostali bezprawnie straceni po bitwie jako jeńcy wojenni.
Liczba rannych żołnierzy chińskich również nie jest dokładnie znana, ale niewątpliwie była bardzo wysoka. Pod koniec listopada ranni żołnierze przybywali do Nankinu z linii frontu w tempie 2000–3000 ludzi dziennie, co stanowi dwukrotność tempa ponoszenia strat w bitwie szanghajskiej. Wielu z tych rannych żołnierzy nie otrzymało odpowiedniego leczenia z powodu złego stanu chińskiej służby zdrowia, a także dlatego, że szpitale w Nankinie nie były w stanie przyjąć tak wielu pacjentów na raz. W rezultacie wielu rannych żołnierzy było zaniedbanych i wielu z nich zmarło z powodu odniesionych ran, a Masahiro Yamamoto oszacował ich całkowitą liczbę na 9000. Pomimo wysiłków personelu szpitalnego, aby ewakuować z miasta jak najwięcej rannych żołnierzy w ostatnich dniach bitwy, wielu, być może większość rannych żołnierzy chińskich pozostała w Nankinie, zdana na łaskę Japończyków. Większość z nich, jeśli nie wszyscy, została zamordowana.

## Następstwa
Wiadomości o masakrze w Nankinie były ściśle cenzurowane w Japonii, gdzie zdobycie chińskiej stolicy wywołało szaleńczą radość wśród obywateli. W całym kraju odbywały się masowe uroczystości, spontaniczne lub organizowane przez rząd, w tym szereg wystawnych parad z latarniami, które były żywo wspominane przez ich uczestników jeszcze kilkadziesiąt lat później. F. Tillman Durdin zauważył, że jeszcze przed upadkiem Nankinu wydarzenia na polu bitwy odnowiły wiarę Japończyków w niezwyciężoność ich siły zbrojnej.
Oficjalny raport chińskiego rządu nacjonalistycznego twierdził, że główną przyczyną porażki była nadmierna liczba niewyszkolonych i niedoświadczonych żołnierzy, ale Tang Shengzhi również został obarczony dużą częścią winy, a późniejsi historycy także go krytykowali. Na przykład japoński historyk Tokushi Kasahara określił jego przywództwo na polu bitwy jako niekompetentne, argumentując, że uporządkowany odwrót z Nankinu mógł być możliwy, gdyby Tang przeprowadził go 11 grudnia lub gdyby nie uciekł ze swojego stanowiska na długo przed większością swoich oblężonych jednostek. Jednak sama decyzja Czanga o obronie Nankinu jest również kontrowersyjna. Masahiro Yamamoto uważa, że Czang wybrał prawie wyłącznie pod wpływem emocji walkę, o której wiedział, że może ją tylko przegrać, a inny historyk Frederick Fu Liu zgadza się, że decyzja ta jest często uważana za jeden z największych błędów strategicznych wojny chińsko-japońskiej. Mimo to historyk Jay Taylor zauważa, że Czang był przekonany, iż ucieczka ze swojej stolicy bez poważnej walki […] na zawsze będzie uważana za tchórzliwą decyzję.
Pomimo osiągnięć militarnych, reputacja Japonii na arenie międzynarodowej została zszargana przez masakrę w Nankinie, a także przez szereg incydentów międzynarodowych, które miały miejsce w trakcie i po bitwie. Najbardziej znaczącymi z nich był ostrzał przez japońską artylerię brytyjskiego statku parowego „Ladybird” na rzece Jangcy 12 grudnia oraz zatopienie przez japońskie samoloty amerykańskiej kanonierki USS „Panay” tego samego dnia. Tzw. „Incydent Allisona”, czyli uderzenie amerykańskiego konsula Johna M. Allisona przez japońskiego żołnierza, jeszcze bardziej zwiększył napięcia ze Stanami Zjednoczonymi, które miały eskalować aż do wybuchu wojny amerykańsko-japońskiej w 1941 roku.
Co więcej, utrata Nankinu nie zmusiła Chin do kapitulacji, jak przewidywali japońscy przywódcy. Mimo to, podniesiony na duchu zwycięstwem, rząd japoński zastąpił łagodne warunki pokoju, które przekazał Chińczykom przez mediatora ambasadora Trautmanna przed bitwą, niezwykle surowymi żądaniami, które ostatecznie zostały odrzucone przez Chiny. 17 grudnia w płomiennym przemówieniu zatytułowanym Wiadomość do ludu po naszym wycofaniu się z Nankinu Czang Kaj-szek zuchwale oświadczył, że:

Wynik tej wojny nie zostanie rozstrzygnięty w Nankinie ani w żadnym innym dużym mieście; zostanie rozstrzygnięty na wsi naszego rozległego kraju i przez nieugiętą wolę naszego ludu […] Na końcu zmiażdżymy wroga. Z czasem potęga militarna wroga nie będzie miała znaczenia. Mogę zapewnić, że ostateczne zwycięstwo będzie nasze

II wojna chińsko-japońska miała trwać jeszcze osiem lat i ostatecznie zakończyć się kapitulacją Japonii w sierpniu 1945 roku.

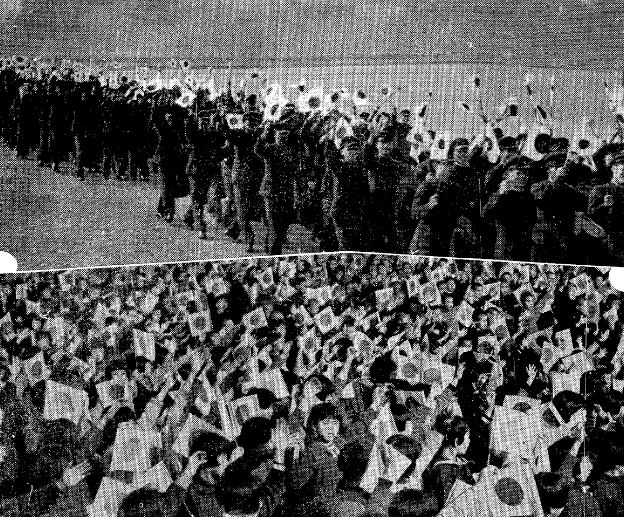
Uroczystości w Japonii po upadku Nankinu
- Parada zwycięstwa z 17 grudnia przedstawiona w japońskim filmie propagandowym Nanking z 1938 roku